# Clasificación de UEFA para la Copa Mundial de Fútbol de 2018

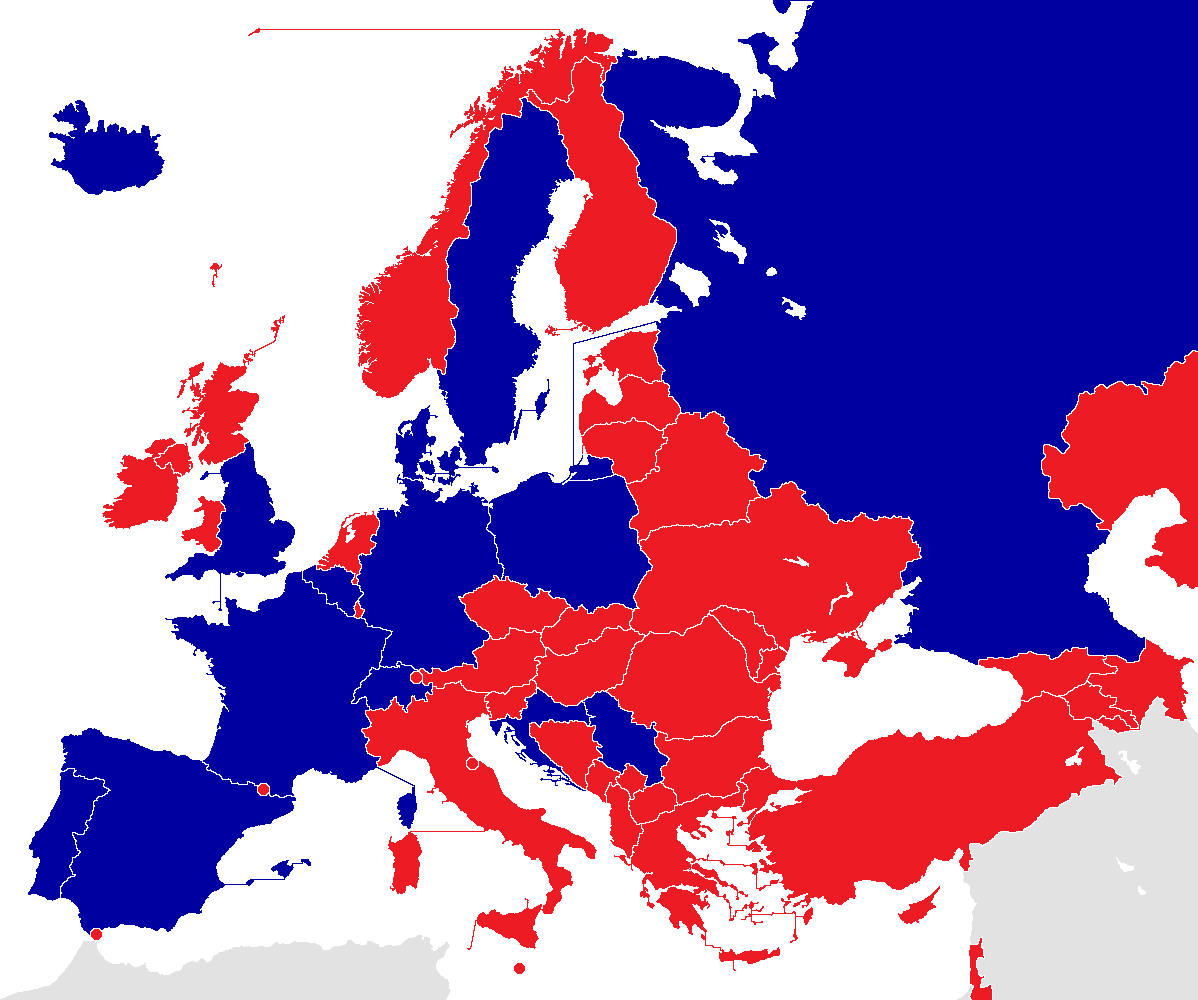

La clasificación de UEFA para la Copa Mundial de Fútbol de 2018 fue el torneo que determinó los clasificados por parte de la Unión de Asociaciones de Fútbol Europeas (UEFA) a la Copa Mundial de Fútbol de 2018 a realizarse en Rusia. La competición tuvo comienzo el 4 de septiembre de 2016 y culminó el 14 de noviembre de 2017.
Sin contar a Rusia, automáticamente clasificada como país anfitrión, la UEFA contó con 13 cupos para otorgar, según la decisión del Comité Ejecutivo de la FIFA de mantener la distribución de plazas por confederación.

## Equipos participantes
De las 55 asociaciones de fútbol afiliadas a la UEFA, 54 participaron en el proceso clasificatorio. Solo la selección de Rusia, que estaba automáticamente clasificada como país anfitrión de la Copa Mundial, no intervino en el torneo.
En el momento de anunciarse a los equipos participantes y de realizarse el sorteo, tanto la Asociación de Fútbol de Gibraltar (GFA) como la Federación de Fútbol de Kosovo (FFK) aún no eran miembros afiliados de la FIFA. Ambas asociaciones fueron admitidas como miembros oficiales de la FIFA el 13 de mayo de 2016 durante el 66.º Congreso del máximo organismo del fútbol mundial. Entonces se encargó a la UEFA que viera la manera de incluir a los nuevos miembros en el clasificatorio europeo. El 9 de junio de 2016 la UEFA anunció, por decisión de su  Panel de Emergencia, que Gibraltar fue integrada en el grupo H y Kosovo en el grupo I para evitar que se encuentre en el mismo grupo de Bosnia y Herzegovina por razones de seguridad.

### Sorteo
El sorteo de la primera ronda o fase de grupos se realizó el 25 de julio de 2015 en el Palacio Konstantínovski de San Petersburgo, Rusia, dentro del marco del sorteo preliminar de la Copa Mundial de la FIFA Rusia 2018. Las 52 selecciones involucradas fueron distribuidas en seis bombos de acuerdo a su posición en el ranking FIFA publicado el 9 de julio de 2015. Los primeros 5 bombos contenían 9 equipos y el último bombo solo con 7 equipos.
Las selecciones Kosovo y Gibraltar no formaron parte de ningún bombo puesto que fueron habilitadas para participar en el torneo después del sorteo.
Entre paréntesis se indica el puesto de cada selección en el ranking FIFA tomado en consideración.
| Bombo 1 | Bombo 2 | Bombo 3 |
| --- | --- | --- |
| 1. Alemania (2) 2. Bélgica (3) 3. Países Bajos (5) 4. Portugal (7) 5. Rumania (8) 6. Inglaterra (9) 7. Gales (10) 8. España (12) 9. Croacia (14)                  | 10. Eslovaquia (15) 11. Austria (15) 12. Italia (17) 13. Suiza (18) 14. República Checa (20) 15. Francia (22) 16. Islandia (23) 17. Dinamarca (24) 18. Bosnia y Herzegovina (26) | 19. Ucrania (27) 20. Escocia (29) 21. Polonia (30) 22. Hungría (31) 23. Suecia (33) 24. Albania (36) 25. Irlanda del Norte (37) 26. Serbia (43) 27. Grecia (44) |
| Bombo 4 | Bombo 5 | Bombo 6 |
| 28. Turquía (48) 29. Eslovenia (49) 30. Israel (51) 31. Irlanda (52) 32. Noruega (67) 33. Bulgaria (68) 34. Islas Feroe (74) 35. Montenegro (81) 36. Estonia (82) | 37. Chipre (85) 38. Letonia (87) 39. Armenia (89) 40. Finlandia (90) 41. Bielorrusia (100) 42. Macedonia (105) 43. Azerbaiyán (108) 44. Lituania (110) 45. Moldavia (124)        | 46. Kazajistán (142) 47. Luxemburgo (146) 48. Liechtenstein (147) 49. Georgia (153) 50. Malta (158) 51. San Marino (192) 52. Andorra (202)                      |

El procedimiento del sorteo fue el siguiente.
- En primer lugar se sorteó el bombo 6 y sus siete equipos se colocaron en la casilla 6 de los grupos A al G.
- Se sorteó el bombo 5 y sus nueve equipos se colocaron en la quinta casilla de los grupos A al I.
- De la misma manera se sortearon los bombos 4, 3, 2 y 1 en ese estricto orden hasta completar con seis equipos los grupos A al G y con 5 equipos los grupos H e I.

Para la realización del sorteo el Comité Ejecutivo de la UEFA tomó en cuenta las siguientes consideraciones:
- Por razones de derechos televisivos del torneo clasificatorio europeo, las selecciones de Inglaterra, Francia, Alemania, Italia, España y Países Bajos deben estar en los grupos de seis equipos. Estas seis selecciones pueden quedar encuadradas en el mismo grupo si se encuentran en diferentes bombos.
- Debido a la situación política entre los países, el comité ejecutivo de la UEFA estableció que Armenia y Azerbaiyán no pueden quedar enmarcados en el mismo grupo.

De esa manera quedaron conformados los nueve grupos del torneo.

## Formato de competición
El torneo clasificatorio europeo consta de dos rondas.
En la primera ronda o fase de grupos las 54 selecciones participantes fueron clasificadas en nueve grupos de seis equipos. Todos los grupos se desarrollan bajo un sistema de todos contra todos en el que cada equipo juega dos veces contra sus cinco rivales en partidos como local y visitante. Los equipos se clasifican de acuerdo a los puntos obtenidos, que son otorgados de la siguiente manera:
Si dos o más equipos terminan sus partidos empatados a puntos, se aplican los siguientes criterios de desempate (de acuerdo con los artículos 20.6 y 20.7 del reglamento de la competición preliminar de la Copa Mundial de la FIFA 2018):
- Mayor diferencia de goles en todos los partidos de grupo.
- Mayor cantidad de goles marcados en todos los partidos de grupo.
- Mayor cantidad de puntos obtenidos en los partidos entre los equipos en cuestión.
- Mayor diferencia de goles en los partidos entre los equipos en cuestión.
- Mayor cantidad de goles marcados en los partidos entre los equipos en cuestión.
- Mayor cantidad de goles marcados en condición de visitante (si el empate es solo entre dos equipos).
- Bajo la aprobación de la Comisión Organizadora de la FIFA, un partido de desempate en un campo neutral con un tiempo extra de dos periodos de 15 minutos y tiros desde el punto penal si fuese necesario.

Al término de todos los partidos de la primera ronda se clasifican directamente para la Copa Mundial de Fútbol de 2018 las selecciones que se clasifiquen en el primer lugar de su respectivo grupo.
En la segunda ronda participaron los ocho mejores segundos clasificados en la fase de grupos. Se agruparon en cuatro eliminatorias disputadas en partidos de ida y vuelta. Los vencedores se clasificaron para el Mundial 2018.

## Calendario
Las fechas de las jornadas fueron definidas por la UEFA el 15 de junio de 2015. El calendario completo con las fechas de los partidos se confirmaron el 26 de julio de 2015, un día después del sorteo.
| Ronda                          | Jornada    | Fecha                                       |
| ------------------------------ | ---------- | ------------------------------------------- |
| Primera ronda (Fase de Grupos) | Jornada 1  | Del 4 al 6 de septiembre de 2016            |
| Primera ronda (Fase de Grupos) | Jornada 2  | Del 6 al 8 de octubre de 2016               |
| Primera ronda (Fase de Grupos) | Jornada 3  | Del 9 al 11 de octubre de 2016              |
| Primera ronda (Fase de Grupos) | Jornada 4  | Del 11 al 13 de noviembre de 2016           |
| Primera ronda (Fase de Grupos) | Jornada 5  | Del 24 al 26 de marzo de 2017               |
| Primera ronda (Fase de Grupos) | Jornada 6  | Del 9 al 11 de junio de 2017                |
| Primera ronda (Fase de Grupos) | Jornada 7  | Del 31 de agosto al 2 de septiembre de 2017 |
| Primera ronda (Fase de Grupos) | Jornada 8  | Del 3 al 5 de septiembre de 2017            |
| Primera ronda (Fase de Grupos) | Jornada 9  | Del 5 al 7 de octubre de 2017               |
| Primera ronda (Fase de Grupos) | Jornada 10 | Del 8 al 10 de octubre de 2017              |
| Segunda ronda (Play-offs)      | Ida        | Del 9 al 11 de noviembre de 2017            |
| Segunda ronda (Play-offs)      | Vuelta     | Del 12 al 14 de noviembre de 2017           |

## Primera ronda

### Cuadro resumido
Clasificados para la Copa Mundial de Fútbol de 2018
     Accedieron a la segunda ronda (play-offs)
     Eliminados en la primera ronda
| Grupo A                                                                                            | Grupo B                                                                               | Grupo C                                                                                         | Grupo D                                                                          | Grupo E                                                                                 | Grupo F                                                                            | Grupo G                                                                                            | Grupo H                                                                                         | Grupo I                                                                            |
| -------------------------------------------------------------------------------------------------- | ------------------------------------------------------------------------------------- | ----------------------------------------------------------------------------------------------- | -------------------------------------------------------------------------------- | --------------------------------------------------------------------------------------- | ---------------------------------------------------------------------------------- | -------------------------------------------------------------------------------------------------- | ----------------------------------------------------------------------------------------------- | ---------------------------------------------------------------------------------- |
| Bandera de Francia                                                                                 | Bandera de Portugal                                                                   | Bandera de Alemania                                                                             | Bandera de Serbia                                                                | Bandera de Polonia                                                                      | Bandera de Inglaterra                                                              | Bandera de España                                                                                  | Bandera de Bélgica                                                                              | Bandera de Islandia                                                                |
| Bandera de Suecia                                                                                  | Bandera de Suiza                                                                      | Bandera de Irlanda del Norte                                                                    | Bandera de Irlanda                                                               | Bandera de Dinamarca                                                                    | Bandera de Eslovaquia                                                              | Bandera de Italia                                                                                  | Bandera de Grecia                                                                               | Bandera de Croacia                                                                 |
| Bandera de los Países Bajos · Bandera de Bulgaria · Bandera de Luxemburgo · Bandera de Bielorrusia | Bandera de Hungría · Bandera de Islas Feroe · Bandera de Letonia · Bandera de Andorra | Bandera de República Checa · Bandera de Noruega · Bandera de Azerbaiyán · Bandera de San Marino | Bandera de Gales · Bandera de Austria · Bandera de Georgia · Bandera de Moldavia | Bandera de Montenegro · Bandera de Rumania · Bandera de Armenia · Bandera de Kazajistán | Bandera de Escocia · Bandera de Eslovenia · Bandera de Lituania · Bandera de Malta | Bandera de Albania · Bandera de Israel · Bandera de Macedonia del Norte · Bandera de Liechtenstein | Bandera de Bosnia y Herzegovina · Bandera de Estonia · Bandera de Chipre · Bandera de Gibraltar | Bandera de Ucrania · Bandera de Turquía · Bandera de Finlandia · Bandera de Kosovo |

### Grupo A
| Pos. | Equipo       | Pts. | PJ | G | E | P | GF | GC | Dif. | Clasificación |       | Bandera de Francia | Bandera de Suecia | Bandera de los Países Bajos | Bandera de Bulgaria | Bandera de Luxemburgo | Bandera de Bielorrusia |
| ---- | ------------ | ---- | -- | - | - | - | -- | -- | ---- | ------------- | ----- | ------------------ | ----------------- | --------------------------- | ------------------- | --------------------- | ---------------------- |
| 1    | Francia      | 23   | 10 | 7 | 2 | 1 | 18 | 6  | +12  | Mundial 2018  |       | —                  | 2 – 1             | 4 – 0                       | 4 – 1               | 0 – 0                 | 2 – 1                  |
| 2    | Suecia       | 19   | 10 | 6 | 1 | 3 | 26 | 9  | +17  | Play-offs     |       | 2 – 1              | —                 | 1 – 1                       | 3 – 0               | 8 – 0                 | 4 – 0                  |
| 3    | Países Bajos | 19   | 10 | 6 | 1 | 3 | 21 | 12 | +9   |               |       | 0 – 1              | 2 – 0             | —                           | 3 – 1               | 5 – 0                 | 4 – 1                  |
| 4    | Bulgaria     | 13   | 10 | 4 | 1 | 5 | 14 | 19 | −5   |               | 0 – 1 | 3 – 2              | 2 – 0             | —                           | 4 – 3               | 1 – 0                 |                        |
| 5    | Luxemburgo   | 6    | 10 | 1 | 3 | 6 | 8  | 26 | −18  |               | 1 – 3 | 0 – 1              | 1 – 3             | 1 – 1                       | —                   | 1 – 0                 |                        |
| 6    | Bielorrusia  | 5    | 10 | 1 | 2 | 7 | 6  | 21 | −15  |               | 0 – 0 | 0 – 4              | 1 – 3             | 2 – 1                       | 1 – 1               | —                     |                        |

 Fuente: 
Criterios de clasificación: criterios UEFA de desempate
| \| Fecha \| Lugar \| Local \| \| Resultado \| \| Visitante \| \| ---------------------------- \| ----------- \| ------------ \| \| -------------------------------------------------------------- \| \| ------------ \| \| 6 de septiembre de 2016 \| Borísov \| Bielorrusia \| \| 0 – 0 Archivado el 13 de diciembre de 2017 en Wayback Machine. \| \| Francia \| \| 6 de septiembre de 2016 \| Sofía \| Bulgaria \| \| 4 – 3 Archivado el 8 de septiembre de 2016 en Wayback Machine. \| \| Luxemburgo \| \| 6 de septiembre de 2016 \| Estocolmo \| Suecia \| \| 1 – 1 Archivado el 8 de septiembre de 2016 en Wayback Machine. \| \| Países Bajos \| \| 7 de octubre de 2016 \| Saint-Denis \| Francia \| \| 4 – 1 Archivado el 24 de diciembre de 2017 en Wayback Machine. \| \| Bulgaria \| \| 7 de octubre de 2016 \| Luxemburgo \| Luxemburgo \| \| 0 – 1 Archivado el 17 de octubre de 2016 en Wayback Machine. \| \| Suecia \| \| 7 de octubre de 2016 \| Róterdam \| Países Bajos \| \| 4 – 1 Archivado el 15 de octubre de 2016 en Wayback Machine. \| \| Bielorrusia \| \| 10 de octubre de 2016 \| Borísov \| Bielorrusia \| \| 1 – 1 Archivado el 17 de octubre de 2016 en Wayback Machine. \| \| Luxemburgo \| \| 10 de octubre de 2016 \| Ámsterdam \| Países Bajos \| \| 0 – 1 Archivado el 24 de diciembre de 2017 en Wayback Machine. \| \| Francia \| \| 10 de octubre de 2016 \| Estocolmo \| Suecia \| \| 3 – 0 Archivado el 17 de octubre de 2016 en Wayback Machine. \| \| Bulgaria \| \| 11 de noviembre de 2016[n 1] \| Saint-Denis \| Francia \| \| 2 – 1 Archivado el 9 de diciembre de 2017 en Wayback Machine. \| \| Suecia \| \| 13 de noviembre de 2016 \| Sofía \| Bulgaria \| \| 1 – 0 Archivado el 17 de octubre de 2016 en Wayback Machine. \| \| Bielorrusia \| \| 13 de noviembre de 2016 \| Luxemburgo \| Luxemburgo \| \| 1 – 3 Archivado el 17 de octubre de 2016 en Wayback Machine. \| \| Países Bajos \| \| 25 de marzo de 2017 \| Estocolmo \| Suecia \| \| 4 – 0 Archivado el 25 de marzo de 2017 en Wayback Machine. \| \| Bielorrusia \| \| 25 de marzo de 2017 \| Sofía \| Bulgaria \| \| 2 – 0 Archivado el 25 de marzo de 2017 en Wayback Machine. \| \| Países Bajos \| \| 25 de marzo de 2017 \| Luxemburgo \| Luxemburgo \| \| 1 – 3 Archivado el 24 de diciembre de 2017 en Wayback Machine. \| \| Francia \| \| 9 de junio de 2017 \| Borísov \| Bielorrusia \| \| 2 – 1 Archivado el 14 de junio de 2017 en Wayback Machine. \| \| Bulgaria \| \| 9 de junio de 2017 \| Róterdam \| Países Bajos \| \| 5 – 0 Archivado el 23 de junio de 2017 en Wayback Machine. \| \| Luxemburgo \| \| 9 de junio de 2017 \| Estocolmo \| Suecia \| \| 2 – 1 Archivado el 13 de diciembre de 2017 en Wayback Machine. \| \| Francia \| \| 31 de agosto de 2017 \| Sofía \| Bulgaria \| \| 3 – 2 Archivado el 1 de septiembre de 2017 en Wayback Machine. \| \| Suecia \| \| 31 de agosto de 2017 \| Saint-Denis \| Francia \| \| 4 – 0 Archivado el 13 de diciembre de 2017 en Wayback Machine. \| \| Países Bajos \| \| 31 de agosto de 2017 \| Luxemburgo \| Luxemburgo \| \| 1 – 0 Archivado el 1 de septiembre de 2017 en Wayback Machine. \| \| Bielorrusia \| \| 3 de septiembre de 2017 \| Borísov \| Bielorrusia \| \| 0 – 4 \| \| Suecia \| \| 3 de septiembre de 2017 \| Ámsterdam \| Países Bajos \| \| 3 – 1 \| \| Bulgaria \| \| 3 de septiembre de 2017 \| Toulouse \| Francia \| \| 0 – 0 \| \| Luxemburgo \| \| 7 de octubre de 2017 \| Estocolmo \| Suecia \| \| 8 – 0 \| \| Luxemburgo \| \| 7 de octubre de 2017 \| Borísov \| Bielorrusia \| \| 1 – 3 \| \| Países Bajos \| \| 7 de octubre de 2017 \| Sofía \| Bulgaria \| \| 0 – 1 \| \| Francia \| \| 10 de octubre de 2017 \| Saint-Denis \| Francia \| \| 2 – 1 \| \| Bielorrusia \| \| 10 de octubre de 2017 \| Luxemburgo \| Luxemburgo \| \| 1 – 1 \| \| Bulgaria \| \| 10 de octubre de 2017 \| Ámsterdam \| Países Bajos \| \| 2 – 0 \| \| Suecia \| |             |              |                             |                                                                |                             |              |
| Fecha | Lugar       | Local        |                             | Resultado                                                      |                             | Visitante    |
| 6 de septiembre de 2016 | Borísov     | Bielorrusia  | Bandera de Bielorrusia      | 0 – 0 Archivado el 13 de diciembre de 2017 en Wayback Machine. | Bandera de Francia          | Francia      |
| 6 de septiembre de 2016 | Sofía       | Bulgaria     | Bandera de Bulgaria         | 4 – 3 Archivado el 8 de septiembre de 2016 en Wayback Machine. | Bandera de Luxemburgo       | Luxemburgo   |
| 6 de septiembre de 2016 | Estocolmo   | Suecia       | Bandera de Suecia           | 1 – 1 Archivado el 8 de septiembre de 2016 en Wayback Machine. | Bandera de los Países Bajos | Países Bajos |
| 7 de octubre de 2016 | Saint-Denis | Francia      | Bandera de Francia          | 4 – 1 Archivado el 24 de diciembre de 2017 en Wayback Machine. | Bandera de Bulgaria         | Bulgaria     |
| 7 de octubre de 2016 | Luxemburgo  | Luxemburgo   | Bandera de Luxemburgo       | 0 – 1 Archivado el 17 de octubre de 2016 en Wayback Machine.   | Bandera de Suecia           | Suecia       |
| 7 de octubre de 2016 | Róterdam    | Países Bajos | Bandera de los Países Bajos | 4 – 1 Archivado el 15 de octubre de 2016 en Wayback Machine.   | Bandera de Bielorrusia      | Bielorrusia  |
| 10 de octubre de 2016 | Borísov     | Bielorrusia  | Bandera de Bielorrusia      | 1 – 1 Archivado el 17 de octubre de 2016 en Wayback Machine.   | Bandera de Luxemburgo       | Luxemburgo   |
| 10 de octubre de 2016 | Ámsterdam   | Países Bajos | Bandera de los Países Bajos | 0 – 1 Archivado el 24 de diciembre de 2017 en Wayback Machine. | Bandera de Francia          | Francia      |
| 10 de octubre de 2016 | Estocolmo   | Suecia       | Bandera de Suecia           | 3 – 0 Archivado el 17 de octubre de 2016 en Wayback Machine.   | Bandera de Bulgaria         | Bulgaria     |
| 11 de noviembre de 2016 | Saint-Denis | Francia      | Bandera de Francia          | 2 – 1 Archivado el 9 de diciembre de 2017 en Wayback Machine.  | Bandera de Suecia           | Suecia       |
| 13 de noviembre de 2016 | Sofía       | Bulgaria     | Bandera de Bulgaria         | 1 – 0 Archivado el 17 de octubre de 2016 en Wayback Machine.   | Bandera de Bielorrusia      | Bielorrusia  |
| 13 de noviembre de 2016 | Luxemburgo  | Luxemburgo   | Bandera de Luxemburgo       | 1 – 3 Archivado el 17 de octubre de 2016 en Wayback Machine.   | Bandera de los Países Bajos | Países Bajos |
| 25 de marzo de 2017 | Estocolmo   | Suecia       | Bandera de Suecia           | 4 – 0 Archivado el 25 de marzo de 2017 en Wayback Machine.     | Bandera de Bielorrusia      | Bielorrusia  |
| 25 de marzo de 2017 | Sofía       | Bulgaria     | Bandera de Bulgaria         | 2 – 0 Archivado el 25 de marzo de 2017 en Wayback Machine.     | Bandera de los Países Bajos | Países Bajos |
| 25 de marzo de 2017 | Luxemburgo  | Luxemburgo   | Bandera de Luxemburgo       | 1 – 3 Archivado el 24 de diciembre de 2017 en Wayback Machine. | Bandera de Francia          | Francia      |
| 9 de junio de 2017 | Borísov     | Bielorrusia  | Bandera de Bielorrusia      | 2 – 1 Archivado el 14 de junio de 2017 en Wayback Machine.     | Bandera de Bulgaria         | Bulgaria     |
| 9 de junio de 2017 | Róterdam    | Países Bajos | Bandera de los Países Bajos | 5 – 0 Archivado el 23 de junio de 2017 en Wayback Machine.     | Bandera de Luxemburgo       | Luxemburgo   |
| 9 de junio de 2017 | Estocolmo   | Suecia       | Bandera de Suecia           | 2 – 1 Archivado el 13 de diciembre de 2017 en Wayback Machine. | Bandera de Francia          | Francia      |
| 31 de agosto de 2017 | Sofía       | Bulgaria     | Bandera de Bulgaria         | 3 – 2 Archivado el 1 de septiembre de 2017 en Wayback Machine. | Bandera de Suecia           | Suecia       |
| 31 de agosto de 2017 | Saint-Denis | Francia      | Bandera de Francia          | 4 – 0 Archivado el 13 de diciembre de 2017 en Wayback Machine. | Bandera de los Países Bajos | Países Bajos |
| 31 de agosto de 2017 | Luxemburgo  | Luxemburgo   | Bandera de Luxemburgo       | 1 – 0 Archivado el 1 de septiembre de 2017 en Wayback Machine. | Bandera de Bielorrusia      | Bielorrusia  |
| 3 de septiembre de 2017 | Borísov     | Bielorrusia  | Bandera de Bielorrusia      | 0 – 4                                                          | Bandera de Suecia           | Suecia       |
| 3 de septiembre de 2017 | Ámsterdam   | Países Bajos | Bandera de los Países Bajos | 3 – 1                                                          | Bandera de Bulgaria         | Bulgaria     |
| 3 de septiembre de 2017 | Toulouse    | Francia      | Bandera de Francia          | 0 – 0                                                          | Bandera de Luxemburgo       | Luxemburgo   |
| 7 de octubre de 2017 | Estocolmo   | Suecia       | Bandera de Suecia           | 8 – 0                                                          | Bandera de Luxemburgo       | Luxemburgo   |
| 7 de octubre de 2017 | Borísov     | Bielorrusia  | Bandera de Bielorrusia      | 1 – 3                                                          | Bandera de los Países Bajos | Países Bajos |
| 7 de octubre de 2017 | Sofía       | Bulgaria     | Bandera de Bulgaria         | 0 – 1                                                          | Bandera de Francia          | Francia      |
| 10 de octubre de 2017 | Saint-Denis | Francia      | Bandera de Francia          | 2 – 1                                                          | Bandera de Bielorrusia      | Bielorrusia  |
| 10 de octubre de 2017 | Luxemburgo  | Luxemburgo   | Bandera de Luxemburgo       | 1 – 1                                                          | Bandera de Bulgaria         | Bulgaria     |
| 10 de octubre de 2017 | Ámsterdam   | Países Bajos | Bandera de los Países Bajos | 2 – 0                                                          | Bandera de Suecia           | Suecia       |

### Grupo B
| Pos. | Equipo      | Pts. | PJ | G | E | P | GF | GC | Dif. | Clasificación |       | Bandera de Portugal | Bandera de Suiza | Bandera de Hungría | Bandera de Islas Feroe | Bandera de Letonia | Bandera de Andorra |
| ---- | ----------- | ---- | -- | - | - | - | -- | -- | ---- | ------------- | ----- | ------------------- | ---------------- | ------------------ | ---------------------- | ------------------ | ------------------ |
| 1    | Portugal    | 27   | 10 | 9 | 0 | 1 | 32 | 4  | +28  | Mundial 2018  |       | —                   | 2 – 0            | 3 – 0              | 5 – 1                  | 4 – 1              | 6 – 0              |
| 2    | Suiza       | 27   | 10 | 9 | 0 | 1 | 23 | 7  | +16  | Play-offs     |       | 2 – 0               | —                | 5 – 2              | 2 – 0                  | 1 – 0              | 3 – 0              |
| 3    | Hungría     | 13   | 10 | 4 | 1 | 5 | 14 | 14 | 0    |               |       | 0 – 1               | 2 – 3            | —                  | 1 – 0                  | 3 – 1              | 4 – 0              |
| 4    | Islas Feroe | 9    | 10 | 2 | 3 | 5 | 4  | 16 | −12  |               | 0 – 6 | 0 – 2               | 0 – 0            | —                  | 0 – 0                  | 1 – 0              |                    |
| 5    | Letonia     | 7    | 10 | 2 | 1 | 7 | 7  | 18 | −11  |               | 0 – 3 | 0 – 3               | 0 – 2            | 0 – 2              | —                      | 4 – 0              |                    |
| 6    | Andorra     | 4    | 10 | 1 | 1 | 8 | 2  | 23 | −21  |               | 0 – 2 | 1 – 2               | 1 – 0            | 0 – 0              | 0 – 1                  | —                  |                    |

 Fuente: 
Criterios de clasificación: criterios UEFA de desempate
| \| Fecha \| Lugar \| Local \| \| Resultado \| \| Visitante \| \| ----------------------- \| ---------------- \| ----------- \| \| --------------------------------------------------------------- \| \| ----------- \| \| 6 de septiembre de 2016 \| Andorra la Vieja \| Andorra \| \| 0 – 1 Archivado el 8 de septiembre de 2016 en Wayback Machine. \| \| Letonia \| \| 6 de septiembre de 2016 \| Tórshavn \| Islas Feroe \| \| 0 – 0 Archivado el 8 de septiembre de 2016 en Wayback Machine. \| \| Hungría \| \| 6 de septiembre de 2016 \| Basilea \| Suiza \| \| 2 – 0 Archivado el 8 de septiembre de 2016 en Wayback Machine. \| \| Portugal \| \| 7 de octubre de 2016 \| Budapest \| Hungría \| \| 2 – 3 Archivado el 18 de septiembre de 2016 en Wayback Machine. \| \| Suiza \| \| 7 de octubre de 2016 \| Riga \| Letonia \| \| 0 – 2 Archivado el 18 de septiembre de 2016 en Wayback Machine. \| \| Islas Feroe \| \| 7 de octubre de 2016 \| Aveiro \| Portugal \| \| 6 – 0 Archivado el 12 de octubre de 2016 en Wayback Machine. \| \| Andorra \| \| 10 de octubre de 2016 \| Andorra la Vieja \| Andorra \| \| 1 – 2 Archivado el 18 de septiembre de 2016 en Wayback Machine. \| \| Suiza \| \| 10 de octubre de 2016 \| Tórshavn \| Islas Feroe \| \| 0 – 6 Archivado el 18 de septiembre de 2016 en Wayback Machine. \| \| Portugal \| \| 10 de octubre de 2016 \| Riga \| Letonia \| \| 0 – 2 Archivado el 18 de septiembre de 2016 en Wayback Machine. \| \| Hungría \| \| 13 de noviembre de 2016 \| Budapest \| Hungría \| \| 4 – 0 Archivado el 18 de septiembre de 2016 en Wayback Machine. \| \| Andorra \| \| 13 de noviembre de 2016 \| Faro \| Portugal \| \| 4 – 1 Archivado el 18 de septiembre de 2016 en Wayback Machine. \| \| Letonia \| \| 13 de noviembre de 2016 \| Lucerna \| Suiza \| \| 2 – 0 Archivado el 18 de septiembre de 2016 en Wayback Machine. \| \| Islas Feroe \| \| 25 de marzo de 2017 \| Andorra la Vieja \| Andorra \| \| 0 – 0 Archivado el 25 de marzo de 2017 en Wayback Machine. \| \| Islas Feroe \| \| 25 de marzo de 2017 \| Ginebra \| Suiza \| \| 1 – 0 Archivado el 25 de marzo de 2017 en Wayback Machine. \| \| Letonia \| \| 25 de marzo de 2017 \| Lisboa \| Portugal \| \| 3 – 0 Archivado el 24 de marzo de 2017 en Wayback Machine. \| \| Hungría \| \| 9 de junio de 2017 \| Andorra la Vieja \| Andorra \| \| 1 – 0 Archivado el 14 de junio de 2017 en Wayback Machine. \| \| Hungría \| \| 9 de junio de 2017 \| Tórshavn \| Islas Feroe \| \| 0 – 2 Archivado el 14 de junio de 2017 en Wayback Machine. \| \| Suiza \| \| 9 de junio de 2017 \| Riga \| Letonia \| \| 0 – 3 Archivado el 14 de junio de 2017 en Wayback Machine. \| \| Portugal \| \| 31 de agosto de 2017 \| Budapest \| Hungría \| \| 3 – 1 Archivado el 1 de septiembre de 2017 en Wayback Machine. \| \| Letonia \| \| 31 de agosto de 2017 \| Oporto \| Portugal \| \| 5 – 1 Archivado el 1 de septiembre de 2017 en Wayback Machine. \| \| Islas Feroe \| \| 31 de agosto de 2017 \| San Galo \| Suiza \| \| 3 – 0 Archivado el 1 de septiembre de 2017 en Wayback Machine. \| \| Andorra \| \| 3 de septiembre de 2017 \| Tórshavn \| Islas Feroe \| \| 1 – 0 \| \| Andorra \| \| 3 de septiembre de 2017 \| Budapest \| Hungría \| \| 0 – 1 \| \| Portugal \| \| 3 de septiembre de 2017 \| Riga \| Letonia \| \| 0 – 3 \| \| Suiza \| \| 7 de octubre de 2017 \| Tórshavn \| Islas Feroe \| \| 0 – 0 \| \| Letonia \| \| 7 de octubre de 2017 \| Andorra la Vieja \| Andorra \| \| 0 – 2 \| \| Portugal \| \| 7 de octubre de 2017 \| Basilea \| Suiza \| \| 5 – 2 \| \| Hungría \| \| 10 de octubre de 2017 \| Budapest \| Hungría \| \| 1 – 0 \| \| Islas Feroe \| \| 10 de octubre de 2017 \| Riga \| Letonia \| \| 4 – 0 \| \| Andorra \| \| 10 de octubre de 2017 \| Lisboa \| Portugal \| \| 2 – 0 \| \| Suiza \| |                  |             |                        |                                                                 |                        |             |
| Fecha | Lugar            | Local       |                        | Resultado                                                       |                        | Visitante   |
| 6 de septiembre de 2016 | Andorra la Vieja | Andorra     | Bandera de Andorra     | 0 – 1 Archivado el 8 de septiembre de 2016 en Wayback Machine.  | Bandera de Letonia     | Letonia     |
| 6 de septiembre de 2016 | Tórshavn         | Islas Feroe | Bandera de Islas Feroe | 0 – 0 Archivado el 8 de septiembre de 2016 en Wayback Machine.  | Bandera de Hungría     | Hungría     |
| 6 de septiembre de 2016 | Basilea          | Suiza       | Bandera de Suiza       | 2 – 0 Archivado el 8 de septiembre de 2016 en Wayback Machine.  | Bandera de Portugal    | Portugal    |
| 7 de octubre de 2016 | Budapest         | Hungría     | Bandera de Hungría     | 2 – 3 Archivado el 18 de septiembre de 2016 en Wayback Machine. | Bandera de Suiza       | Suiza       |
| 7 de octubre de 2016 | Riga             | Letonia     | Bandera de Letonia     | 0 – 2 Archivado el 18 de septiembre de 2016 en Wayback Machine. | Bandera de Islas Feroe | Islas Feroe |
| 7 de octubre de 2016 | Aveiro           | Portugal    | Bandera de Portugal    | 6 – 0 Archivado el 12 de octubre de 2016 en Wayback Machine.    | Bandera de Andorra     | Andorra     |
| 10 de octubre de 2016 | Andorra la Vieja | Andorra     | Bandera de Andorra     | 1 – 2 Archivado el 18 de septiembre de 2016 en Wayback Machine. | Bandera de Suiza       | Suiza       |
| 10 de octubre de 2016 | Tórshavn         | Islas Feroe | Bandera de Islas Feroe | 0 – 6 Archivado el 18 de septiembre de 2016 en Wayback Machine. | Bandera de Portugal    | Portugal    |
| 10 de octubre de 2016 | Riga             | Letonia     | Bandera de Letonia     | 0 – 2 Archivado el 18 de septiembre de 2016 en Wayback Machine. | Bandera de Hungría     | Hungría     |
| 13 de noviembre de 2016 | Budapest         | Hungría     | Bandera de Hungría     | 4 – 0 Archivado el 18 de septiembre de 2016 en Wayback Machine. | Bandera de Andorra     | Andorra     |
| 13 de noviembre de 2016 | Faro             | Portugal    | Bandera de Portugal    | 4 – 1 Archivado el 18 de septiembre de 2016 en Wayback Machine. | Bandera de Letonia     | Letonia     |
| 13 de noviembre de 2016 | Lucerna          | Suiza       | Bandera de Suiza       | 2 – 0 Archivado el 18 de septiembre de 2016 en Wayback Machine. | Bandera de Islas Feroe | Islas Feroe |
| 25 de marzo de 2017 | Andorra la Vieja | Andorra     | Bandera de Andorra     | 0 – 0 Archivado el 25 de marzo de 2017 en Wayback Machine.      | Bandera de Islas Feroe | Islas Feroe |
| 25 de marzo de 2017 | Ginebra          | Suiza       | Bandera de Suiza       | 1 – 0 Archivado el 25 de marzo de 2017 en Wayback Machine.      | Bandera de Letonia     | Letonia     |
| 25 de marzo de 2017 | Lisboa           | Portugal    | Bandera de Portugal    | 3 – 0 Archivado el 24 de marzo de 2017 en Wayback Machine.      | Bandera de Hungría     | Hungría     |
| 9 de junio de 2017 | Andorra la Vieja | Andorra     | Bandera de Andorra     | 1 – 0 Archivado el 14 de junio de 2017 en Wayback Machine.      | Bandera de Hungría     | Hungría     |
| 9 de junio de 2017 | Tórshavn         | Islas Feroe | Bandera de Islas Feroe | 0 – 2 Archivado el 14 de junio de 2017 en Wayback Machine.      | Bandera de Suiza       | Suiza       |
| 9 de junio de 2017 | Riga             | Letonia     | Bandera de Letonia     | 0 – 3 Archivado el 14 de junio de 2017 en Wayback Machine.      | Bandera de Portugal    | Portugal    |
| 31 de agosto de 2017 | Budapest         | Hungría     | Bandera de Hungría     | 3 – 1 Archivado el 1 de septiembre de 2017 en Wayback Machine.  | Bandera de Letonia     | Letonia     |
| 31 de agosto de 2017 | Oporto           | Portugal    | Bandera de Portugal    | 5 – 1 Archivado el 1 de septiembre de 2017 en Wayback Machine.  | Bandera de Islas Feroe | Islas Feroe |
| 31 de agosto de 2017 | San Galo         | Suiza       | Bandera de Suiza       | 3 – 0 Archivado el 1 de septiembre de 2017 en Wayback Machine.  | Bandera de Andorra     | Andorra     |
| 3 de septiembre de 2017 | Tórshavn         | Islas Feroe | Bandera de Islas Feroe | 1 – 0                                                           | Bandera de Andorra     | Andorra     |
| 3 de septiembre de 2017 | Budapest         | Hungría     | Bandera de Hungría     | 0 – 1                                                           | Bandera de Portugal    | Portugal    |
| 3 de septiembre de 2017 | Riga             | Letonia     | Bandera de Letonia     | 0 – 3                                                           | Bandera de Suiza       | Suiza       |
| 7 de octubre de 2017 | Tórshavn         | Islas Feroe | Bandera de Islas Feroe | 0 – 0                                                           | Bandera de Letonia     | Letonia     |
| 7 de octubre de 2017 | Andorra la Vieja | Andorra     | Bandera de Andorra     | 0 – 2                                                           | Bandera de Portugal    | Portugal    |
| 7 de octubre de 2017 | Basilea          | Suiza       | Bandera de Suiza       | 5 – 2                                                           | Bandera de Hungría     | Hungría     |
| 10 de octubre de 2017 | Budapest         | Hungría     | Bandera de Hungría     | 1 – 0                                                           | Bandera de Islas Feroe | Islas Feroe |
| 10 de octubre de 2017 | Riga             | Letonia     | Bandera de Letonia     | 4 – 0                                                           | Bandera de Andorra     | Andorra     |
| 10 de octubre de 2017 | Lisboa           | Portugal    | Bandera de Portugal    | 2 – 0                                                           | Bandera de Suiza       | Suiza       |

### Grupo C
| Pos. | Equipo            | Pts. | PJ | G  | E | P  | GF | GC | Dif. | Clasificación |       | Bandera de Alemania | Bandera de Irlanda del Norte | Bandera de República Checa | Bandera de Noruega | Bandera de Azerbaiyán | Bandera de San Marino |
| ---- | ----------------- | ---- | -- | -- | - | -- | -- | -- | ---- | ------------- | ----- | ------------------- | ---------------------------- | -------------------------- | ------------------ | --------------------- | --------------------- |
| 1    | Alemania          | 30   | 10 | 10 | 0 | 0  | 43 | 4  | +39  | Mundial 2018  |       | —                   | 2 – 0                        | 3 – 0                      | 6 – 0              | 5 – 1                 | 7 – 0                 |
| 2    | Irlanda del Norte | 19   | 10 | 6  | 1 | 3  | 17 | 6  | +11  | Play-offs     |       | 1 – 3               | —                            | 2 – 0                      | 2 – 0              | 4 – 0                 | 4 – 0                 |
| 3    | República Checa   | 15   | 10 | 4  | 3 | 3  | 17 | 10 | +7   |               |       | 1 – 2               | 0 – 0                        | —                          | 2 – 1              | 0 – 0                 | 5 – 0                 |
| 4    | Noruega           | 13   | 10 | 4  | 1 | 5  | 17 | 16 | +1   |               | 0 – 3 | 1 – 0               | 1 – 1                        | —                          | 2 – 0              | 4 – 1                 |                       |
| 5    | Azerbaiyán        | 10   | 10 | 3  | 1 | 6  | 10 | 19 | −9   |               | 1 – 4 | 0 – 1               | 1 – 2                        | 1 – 0                      | —                  | 5 – 1                 |                       |
| 6    | San Marino        | 0    | 10 | 0  | 0 | 10 | 2  | 51 | −49  |               | 0 – 8 | 0 – 3               | 0 – 6                        | 0 – 8                      | 0 – 1              | —                     |                       |

 Fuente: 
Criterios de clasificación: criterios UEFA de desempate
| \| Fecha \| Lugar \| Local \| \| Resultado \| \| Visitante \| \| ----------------------- \| -------------- \| ----------------- \| \| --------------------------------------------------------------- \| \| ----------------- \| \| 4 de septiembre de 2016 \| Serravalle \| San Marino \| \| 0 – 1 Archivado el 25 de agosto de 2016 en Wayback Machine. \| \| Azerbaiyán \| \| 4 de septiembre de 2016 \| Praga \| República Checa \| \| 0 – 0 Archivado el 7 de septiembre de 2016 en Wayback Machine. \| \| Irlanda del Norte \| \| 4 de septiembre de 2016 \| Oslo \| Noruega \| \| 0 – 3 Archivado el 8 de septiembre de 2016 en Wayback Machine. \| \| Alemania \| \| 8 de octubre de 2016 \| Bakú \| Azerbaiyán \| \| 1 – 0 Archivado el 18 de septiembre de 2016 en Wayback Machine. \| \| Noruega \| \| 8 de octubre de 2016 \| Hamburgo \| Alemania \| \| 3 – 0 Archivado el 18 de septiembre de 2016 en Wayback Machine. \| \| República Checa \| \| 8 de octubre de 2016 \| Belfast \| Irlanda del Norte \| \| 4 – 0 Archivado el 18 de septiembre de 2016 en Wayback Machine. \| \| San Marino \| \| 11 de octubre de 2016 \| Ostrava \| República Checa \| \| 0 – 0 Archivado el 18 de septiembre de 2016 en Wayback Machine. \| \| Azerbaiyán \| \| 11 de octubre de 2016 \| Hannover \| Alemania \| \| 2 – 0 Archivado el 18 de septiembre de 2016 en Wayback Machine. \| \| Irlanda del Norte \| \| 11 de octubre de 2016 \| Oslo \| Noruega \| \| 4 – 1 Archivado el 18 de septiembre de 2016 en Wayback Machine. \| \| San Marino \| \| 11 de noviembre de 2016 \| Praga \| República Checa \| \| 2 – 1 Archivado el 18 de septiembre de 2016 en Wayback Machine. \| \| Noruega \| \| 11 de noviembre de 2016 \| Belfast \| Irlanda del Norte \| \| 4 – 0 Archivado el 18 de septiembre de 2016 en Wayback Machine. \| \| Azerbaiyán \| \| 11 de noviembre de 2016 \| Serravalle \| San Marino \| \| 0 – 8 Archivado el 18 de septiembre de 2016 en Wayback Machine. \| \| Alemania \| \| 26 de marzo de 2017 \| Bakú \| Azerbaiyán \| \| 1 – 4 Archivado el 24 de marzo de 2017 en Wayback Machine. \| \| Alemania \| \| 26 de marzo de 2017 \| Serravalle \| San Marino \| \| 0 – 6 Archivado el 27 de marzo de 2017 en Wayback Machine. \| \| República Checa \| \| 26 de marzo de 2017 \| Belfast \| Irlanda del Norte \| \| 2 – 0 Archivado el 27 de marzo de 2017 en Wayback Machine. \| \| Noruega \| \| 10 de junio de 2017 \| Bakú \| Azerbaiyán \| \| 0 – 1 Archivado el 7 de junio de 2017 en Wayback Machine. \| \| Irlanda del Norte \| \| 10 de junio de 2017 \| Núremberg \| Alemania \| \| 7 – 0 Archivado el 7 de junio de 2017 en Wayback Machine. \| \| San Marino \| \| 10 de junio de 2017 \| Oslo \| Noruega \| \| 1 – 1 Archivado el 14 de junio de 2017 en Wayback Machine. \| \| República Checa \| \| 1 de septiembre de 2017 \| Praga \| República Checa \| \| 1 – 2 Archivado el 2 de septiembre de 2017 en Wayback Machine. \| \| Alemania \| \| 1 de septiembre de 2017 \| Oslo \| Noruega \| \| 2 – 0 Archivado el 2 de septiembre de 2017 en Wayback Machine. \| \| Azerbaiyán \| \| 1 de septiembre de 2017 \| Serravalle \| San Marino \| \| 0 – 3 Archivado el 2 de septiembre de 2017 en Wayback Machine. \| \| Irlanda del Norte \| \| 4 de septiembre de 2017 \| Bakú \| Azerbaiyán \| \| 5 – 1 Archivado el 3 de septiembre de 2017 en Wayback Machine. \| \| San Marino \| \| 4 de septiembre de 2017 \| Stuttgart \| Alemania \| \| 6 – 0 Archivado el 3 de septiembre de 2017 en Wayback Machine. \| \| Noruega \| \| 4 de septiembre de 2017 \| Belfast \| Irlanda del Norte \| \| 2 – 0 Archivado el 3 de septiembre de 2017 en Wayback Machine. \| \| República Checa \| \| 5 de octubre de 2017 \| Bakú \| Azerbaiyán \| \| 1 – 2 Archivado el 5 de octubre de 2017 en Wayback Machine. \| \| República Checa \| \| 5 de octubre de 2017 \| Belfast \| Irlanda del Norte \| \| 1 – 3 Archivado el 7 de octubre de 2017 en Wayback Machine. \| \| Alemania \| \| 5 de octubre de 2017 \| Serravalle \| San Marino \| \| 0 – 8 Archivado el 8 de octubre de 2017 en Wayback Machine. \| \| Noruega \| \| 8 de octubre de 2017 \| Plzeň \| República Checa \| \| 5 – 0 Archivado el 9 de octubre de 2017 en Wayback Machine. \| \| San Marino \| \| 8 de octubre de 2017 \| Kaiserslautern \| Alemania \| \| 5 – 1 Archivado el 9 de octubre de 2017 en Wayback Machine. \| \| Azerbaiyán \| \| 8 de octubre de 2017 \| Oslo \| Noruega \| \| 1 – 0 Archivado el 20 de noviembre de 2016 en Wayback Machine. \| \| Irlanda del Norte \| |                |                   |                              |                                                                 |                              |                   |
| Fecha | Lugar          | Local             |                              | Resultado                                                       |                              | Visitante         |
| 4 de septiembre de 2016 | Serravalle     | San Marino        | Bandera de San Marino        | 0 – 1 Archivado el 25 de agosto de 2016 en Wayback Machine.     | Bandera de Azerbaiyán        | Azerbaiyán        |
| 4 de septiembre de 2016 | Praga          | República Checa   | Bandera de República Checa   | 0 – 0 Archivado el 7 de septiembre de 2016 en Wayback Machine.  | Bandera de Irlanda del Norte | Irlanda del Norte |
| 4 de septiembre de 2016 | Oslo           | Noruega           | Bandera de Noruega           | 0 – 3 Archivado el 8 de septiembre de 2016 en Wayback Machine.  | Bandera de Alemania          | Alemania          |
| 8 de octubre de 2016 | Bakú           | Azerbaiyán        | Bandera de Azerbaiyán        | 1 – 0 Archivado el 18 de septiembre de 2016 en Wayback Machine. | Bandera de Noruega           | Noruega           |
| 8 de octubre de 2016 | Hamburgo       | Alemania          | Bandera de Alemania          | 3 – 0 Archivado el 18 de septiembre de 2016 en Wayback Machine. | Bandera de República Checa   | República Checa   |
| 8 de octubre de 2016 | Belfast        | Irlanda del Norte | Bandera de Irlanda del Norte | 4 – 0 Archivado el 18 de septiembre de 2016 en Wayback Machine. | Bandera de San Marino        | San Marino        |
| 11 de octubre de 2016 | Ostrava        | República Checa   | Bandera de República Checa   | 0 – 0 Archivado el 18 de septiembre de 2016 en Wayback Machine. | Bandera de Azerbaiyán        | Azerbaiyán        |
| 11 de octubre de 2016 | Hannover       | Alemania          | Bandera de Alemania          | 2 – 0 Archivado el 18 de septiembre de 2016 en Wayback Machine. | Bandera de Irlanda del Norte | Irlanda del Norte |
| 11 de octubre de 2016 | Oslo           | Noruega           | Bandera de Noruega           | 4 – 1 Archivado el 18 de septiembre de 2016 en Wayback Machine. | Bandera de San Marino        | San Marino        |
| 11 de noviembre de 2016 | Praga          | República Checa   | Bandera de República Checa   | 2 – 1 Archivado el 18 de septiembre de 2016 en Wayback Machine. | Bandera de Noruega           | Noruega           |
| 11 de noviembre de 2016 | Belfast        | Irlanda del Norte | Bandera de Irlanda del Norte | 4 – 0 Archivado el 18 de septiembre de 2016 en Wayback Machine. | Bandera de Azerbaiyán        | Azerbaiyán        |
| 11 de noviembre de 2016 | Serravalle     | San Marino        | Bandera de San Marino        | 0 – 8 Archivado el 18 de septiembre de 2016 en Wayback Machine. | Bandera de Alemania          | Alemania          |
| 26 de marzo de 2017 | Bakú           | Azerbaiyán        | Bandera de Azerbaiyán        | 1 – 4 Archivado el 24 de marzo de 2017 en Wayback Machine.      | Bandera de Alemania          | Alemania          |
| 26 de marzo de 2017 | Serravalle     | San Marino        | Bandera de San Marino        | 0 – 6 Archivado el 27 de marzo de 2017 en Wayback Machine.      | Bandera de República Checa   | República Checa   |
| 26 de marzo de 2017 | Belfast        | Irlanda del Norte | Bandera de Irlanda del Norte | 2 – 0 Archivado el 27 de marzo de 2017 en Wayback Machine.      | Bandera de Noruega           | Noruega           |
| 10 de junio de 2017 | Bakú           | Azerbaiyán        | Bandera de Azerbaiyán        | 0 – 1 Archivado el 7 de junio de 2017 en Wayback Machine.       | Bandera de Irlanda del Norte | Irlanda del Norte |
| 10 de junio de 2017 | Núremberg      | Alemania          | Bandera de Alemania          | 7 – 0 Archivado el 7 de junio de 2017 en Wayback Machine.       | Bandera de San Marino        | San Marino        |
| 10 de junio de 2017 | Oslo           | Noruega           | Bandera de Noruega           | 1 – 1 Archivado el 14 de junio de 2017 en Wayback Machine.      | Bandera de República Checa   | República Checa   |
| 1 de septiembre de 2017 | Praga          | República Checa   | Bandera de República Checa   | 1 – 2 Archivado el 2 de septiembre de 2017 en Wayback Machine.  | Bandera de Alemania          | Alemania          |
| 1 de septiembre de 2017 | Oslo           | Noruega           | Bandera de Noruega           | 2 – 0 Archivado el 2 de septiembre de 2017 en Wayback Machine.  | Bandera de Azerbaiyán        | Azerbaiyán        |
| 1 de septiembre de 2017 | Serravalle     | San Marino        | Bandera de San Marino        | 0 – 3 Archivado el 2 de septiembre de 2017 en Wayback Machine.  | Bandera de Irlanda del Norte | Irlanda del Norte |
| 4 de septiembre de 2017 | Bakú           | Azerbaiyán        | Bandera de Azerbaiyán        | 5 – 1 Archivado el 3 de septiembre de 2017 en Wayback Machine.  | Bandera de San Marino        | San Marino        |
| 4 de septiembre de 2017 | Stuttgart      | Alemania          | Bandera de Alemania          | 6 – 0 Archivado el 3 de septiembre de 2017 en Wayback Machine.  | Bandera de Noruega           | Noruega           |
| 4 de septiembre de 2017 | Belfast        | Irlanda del Norte | Bandera de Irlanda del Norte | 2 – 0 Archivado el 3 de septiembre de 2017 en Wayback Machine.  | Bandera de República Checa   | República Checa   |
| 5 de octubre de 2017 | Bakú           | Azerbaiyán        | Bandera de Azerbaiyán        | 1 – 2 Archivado el 5 de octubre de 2017 en Wayback Machine.     | Bandera de República Checa   | República Checa   |
| 5 de octubre de 2017 | Belfast        | Irlanda del Norte | Bandera de Irlanda del Norte | 1 – 3 Archivado el 7 de octubre de 2017 en Wayback Machine.     | Bandera de Alemania          | Alemania          |
| 5 de octubre de 2017 | Serravalle     | San Marino        | Bandera de San Marino        | 0 – 8 Archivado el 8 de octubre de 2017 en Wayback Machine.     | Bandera de Noruega           | Noruega           |
| 8 de octubre de 2017 | Plzeň          | República Checa   | Bandera de República Checa   | 5 – 0 Archivado el 9 de octubre de 2017 en Wayback Machine.     | Bandera de San Marino        | San Marino        |
| 8 de octubre de 2017 | Kaiserslautern | Alemania          | Bandera de Alemania          | 5 – 1 Archivado el 9 de octubre de 2017 en Wayback Machine.     | Bandera de Azerbaiyán        | Azerbaiyán        |
| 8 de octubre de 2017 | Oslo           | Noruega           | Bandera de Noruega           | 1 – 0 Archivado el 20 de noviembre de 2016 en Wayback Machine.  | Bandera de Irlanda del Norte | Irlanda del Norte |

### Grupo D
| Pos. | Equipo   | Pts. | PJ | G | E | P | GF | GC | Dif. | Clasificación |       | Bandera de Serbia | Bandera de Irlanda | Bandera de Gales | Bandera de Austria | Bandera de Georgia | Bandera de Moldavia |
| ---- | -------- | ---- | -- | - | - | - | -- | -- | ---- | ------------- | ----- | ----------------- | ------------------ | ---------------- | ------------------ | ------------------ | ------------------- |
| 1    | Serbia   | 21   | 10 | 6 | 3 | 1 | 20 | 10 | +10  | Mundial 2018  |       | —                 | 2 – 2              | 1 – 1            | 3 – 2              | 1 – 0              | 3 – 0               |
| 2    | Irlanda  | 19   | 10 | 5 | 4 | 1 | 12 | 6  | +6   | Play-offs     |       | 0 – 1             | —                  | 0 – 0            | 1 – 1              | 1 – 0              | 2 – 0               |
| 3    | Gales    | 17   | 10 | 4 | 5 | 1 | 13 | 6  | +7   |               |       | 1 – 1             | 0 – 1              | —                | 1 – 0              | 1 – 1              | 4 – 0               |
| 4    | Austria  | 15   | 10 | 4 | 3 | 3 | 14 | 12 | +2   |               | 3 – 2 | 0 – 1             | 2 – 2              | —                | 1 – 1              | 2 – 0              |                     |
| 5    | Georgia  | 5    | 10 | 0 | 5 | 5 | 8  | 14 | −6   |               | 1 – 3 | 1 – 1             | 0 – 1              | 1 – 2            | —                  | 1 – 1              |                     |
| 6    | Moldavia | 2    | 10 | 0 | 2 | 8 | 4  | 23 | −19  |               | 0 – 3 | 1 – 3             | 0 – 2              | 0 – 1            | 2 – 2              | —                  |                     |

 Fuente: 
Criterios de clasificación: criterios UEFA de desempate
| \| Fecha \| Lugar \| Local \| \| Resultado \| \| Visitante \| \| ----------------------- \| -------- \| -------- \| \| --------------------------------------------------------------- \| \| --------- \| \| 5 de septiembre de 2016 \| Tiflis \| Georgia \| \| 1 – 2 Archivado el 8 de septiembre de 2016 en Wayback Machine. \| \| Austria \| \| 5 de septiembre de 2016 \| Belgrado \| Serbia \| \| 2 – 2 Archivado el 8 de septiembre de 2016 en Wayback Machine. \| \| Irlanda \| \| 5 de septiembre de 2016 \| Cardiff \| Gales \| \| 4 – 0 Archivado el 9 de septiembre de 2016 en Wayback Machine. \| \| Moldavia \| \| 6 de octubre de 2016 \| Viena \| Austria \| \| 2 – 2 Archivado el 18 de septiembre de 2016 en Wayback Machine. \| \| Gales \| \| 6 de octubre de 2016 \| Chisináu \| Moldavia \| \| 0 – 3 Archivado el 18 de septiembre de 2016 en Wayback Machine. \| \| Serbia \| \| 6 de octubre de 2016 \| Dublín \| Irlanda \| \| 1 – 0 Archivado el 18 de septiembre de 2016 en Wayback Machine. \| \| Georgia \| \| 9 de octubre de 2016 \| Cardiff \| Gales \| \| 1 – 1 Archivado el 18 de septiembre de 2016 en Wayback Machine. \| \| Georgia \| \| 9 de octubre de 2016 \| Chisináu \| Moldavia \| \| 1 – 3 Archivado el 18 de septiembre de 2016 en Wayback Machine. \| \| Irlanda \| \| 9 de octubre de 2016 \| Belgrado \| Serbia \| \| 3 – 2 Archivado el 15 de septiembre de 2016 en Wayback Machine. \| \| Austria \| \| 12 de noviembre de 2016 \| Viena \| Austria \| \| 0 – 1 Archivado el 18 de septiembre de 2016 en Wayback Machine. \| \| Irlanda \| \| 12 de noviembre de 2016 \| Tiflis \| Georgia \| \| 1 – 1 Archivado el 18 de septiembre de 2016 en Wayback Machine. \| \| Moldavia \| \| 12 de noviembre de 2016 \| Cardiff \| Gales \| \| 1 – 1 Archivado el 18 de septiembre de 2016 en Wayback Machine. \| \| Serbia \| \| 24 de marzo de 2017 \| Tiflis \| Georgia \| \| 1 – 3 Archivado el 25 de marzo de 2017 en Wayback Machine. \| \| Serbia \| \| 24 de marzo de 2017 \| Viena \| Austria \| \| 2 – 0 Archivado el 25 de marzo de 2017 en Wayback Machine. \| \| Moldavia \| \| 24 de marzo de 2017 \| Dublín \| Irlanda \| \| 0 – 0 Archivado el 25 de marzo de 2017 en Wayback Machine. \| \| Gales \| \| 11 de junio de 2017 \| Chisináu \| Moldavia \| \| 2 – 2 Archivado el 14 de junio de 2017 en Wayback Machine. \| \| Georgia \| \| 11 de junio de 2017 \| Dublín \| Irlanda \| \| 1 – 1 Archivado el 14 de junio de 2017 en Wayback Machine. \| \| Austria \| \| 11 de junio de 2017 \| Belgrado \| Serbia \| \| 1 – 1 Archivado el 10 de junio de 2017 en Wayback Machine. \| \| Gales \| \| 2 de septiembre de 2017 \| Tiflis \| Georgia \| \| 1 – 1 Archivado el 3 de septiembre de 2017 en Wayback Machine. \| \| Irlanda \| \| 2 de septiembre de 2017 \| Belgrado \| Serbia \| \| 3 – 0 Archivado el 2 de septiembre de 2017 en Wayback Machine. \| \| Moldavia \| \| 2 de septiembre de 2017 \| Cardiff \| Gales \| \| 1 – 0 Archivado el 2 de septiembre de 2017 en Wayback Machine. \| \| Austria \| \| 5 de septiembre de 2017 \| Viena \| Austria \| \| 1 – 1 Archivado el 3 de septiembre de 2017 en Wayback Machine. \| \| Georgia \| \| 5 de septiembre de 2017 \| Chisináu \| Moldavia \| \| 0 – 2 Archivado el 3 de septiembre de 2017 en Wayback Machine. \| \| Gales \| \| 5 de septiembre de 2017 \| Dublín \| Irlanda \| \| 0 – 1 Archivado el 9 de octubre de 2017 en Wayback Machine. \| \| Serbia \| \| 6 de octubre de 2017 \| Tiflis \| Georgia \| \| 0 – 1 Archivado el 8 de octubre de 2017 en Wayback Machine. \| \| Gales \| \| 6 de octubre de 2017 \| Viena \| Austria \| \| 3 – 2 Archivado el 5 de octubre de 2017 en Wayback Machine. \| \| Serbia \| \| 6 de octubre de 2017 \| Dublín \| Irlanda \| \| 2 – 0 Archivado el 11 de octubre de 2017 en Wayback Machine. \| \| Moldavia \| \| 9 de octubre de 2017 \| Chisináu \| Moldavia \| \| 0 – 1 Archivado el 12 de octubre de 2017 en Wayback Machine. \| \| Austria \| \| 9 de octubre de 2017 \| Belgrado \| Serbia \| \| 1 – 0 Archivado el 12 de octubre de 2017 en Wayback Machine. \| \| Georgia \| \| 9 de octubre de 2017 \| Cardiff \| Gales \| \| 0 – 1 Archivado el 12 de octubre de 2017 en Wayback Machine. \| \| Irlanda \| |          |          |                     |                                                                 |                     |           |
| Fecha | Lugar    | Local    |                     | Resultado                                                       |                     | Visitante |
| 5 de septiembre de 2016 | Tiflis   | Georgia  | Bandera de Georgia  | 1 – 2 Archivado el 8 de septiembre de 2016 en Wayback Machine.  | Bandera de Austria  | Austria   |
| 5 de septiembre de 2016 | Belgrado | Serbia   | Bandera de Serbia   | 2 – 2 Archivado el 8 de septiembre de 2016 en Wayback Machine.  | Bandera de Irlanda  | Irlanda   |
| 5 de septiembre de 2016 | Cardiff  | Gales    | Bandera de Gales    | 4 – 0 Archivado el 9 de septiembre de 2016 en Wayback Machine.  | Bandera de Moldavia | Moldavia  |
| 6 de octubre de 2016 | Viena    | Austria  | Bandera de Austria  | 2 – 2 Archivado el 18 de septiembre de 2016 en Wayback Machine. | Bandera de Gales    | Gales     |
| 6 de octubre de 2016 | Chisináu | Moldavia | Bandera de Moldavia | 0 – 3 Archivado el 18 de septiembre de 2016 en Wayback Machine. | Bandera de Serbia   | Serbia    |
| 6 de octubre de 2016 | Dublín   | Irlanda  | Bandera de Irlanda  | 1 – 0 Archivado el 18 de septiembre de 2016 en Wayback Machine. | Bandera de Georgia  | Georgia   |
| 9 de octubre de 2016 | Cardiff  | Gales    | Bandera de Gales    | 1 – 1 Archivado el 18 de septiembre de 2016 en Wayback Machine. | Bandera de Georgia  | Georgia   |
| 9 de octubre de 2016 | Chisináu | Moldavia | Bandera de Moldavia | 1 – 3 Archivado el 18 de septiembre de 2016 en Wayback Machine. | Bandera de Irlanda  | Irlanda   |
| 9 de octubre de 2016 | Belgrado | Serbia   | Bandera de Serbia   | 3 – 2 Archivado el 15 de septiembre de 2016 en Wayback Machine. | Bandera de Austria  | Austria   |
| 12 de noviembre de 2016 | Viena    | Austria  | Bandera de Austria  | 0 – 1 Archivado el 18 de septiembre de 2016 en Wayback Machine. | Bandera de Irlanda  | Irlanda   |
| 12 de noviembre de 2016 | Tiflis   | Georgia  | Bandera de Georgia  | 1 – 1 Archivado el 18 de septiembre de 2016 en Wayback Machine. | Bandera de Moldavia | Moldavia  |
| 12 de noviembre de 2016 | Cardiff  | Gales    | Bandera de Gales    | 1 – 1 Archivado el 18 de septiembre de 2016 en Wayback Machine. | Bandera de Serbia   | Serbia    |
| 24 de marzo de 2017 | Tiflis   | Georgia  | Bandera de Georgia  | 1 – 3 Archivado el 25 de marzo de 2017 en Wayback Machine.      | Bandera de Serbia   | Serbia    |
| 24 de marzo de 2017 | Viena    | Austria  | Bandera de Austria  | 2 – 0 Archivado el 25 de marzo de 2017 en Wayback Machine.      | Bandera de Moldavia | Moldavia  |
| 24 de marzo de 2017 | Dublín   | Irlanda  | Bandera de Irlanda  | 0 – 0 Archivado el 25 de marzo de 2017 en Wayback Machine.      | Bandera de Gales    | Gales     |
| 11 de junio de 2017 | Chisináu | Moldavia | Bandera de Moldavia | 2 – 2 Archivado el 14 de junio de 2017 en Wayback Machine.      | Bandera de Georgia  | Georgia   |
| 11 de junio de 2017 | Dublín   | Irlanda  | Bandera de Irlanda  | 1 – 1 Archivado el 14 de junio de 2017 en Wayback Machine.      | Bandera de Austria  | Austria   |
| 11 de junio de 2017 | Belgrado | Serbia   | Bandera de Serbia   | 1 – 1 Archivado el 10 de junio de 2017 en Wayback Machine.      | Bandera de Gales    | Gales     |
| 2 de septiembre de 2017 | Tiflis   | Georgia  | Bandera de Georgia  | 1 – 1 Archivado el 3 de septiembre de 2017 en Wayback Machine.  | Bandera de Irlanda  | Irlanda   |
| 2 de septiembre de 2017 | Belgrado | Serbia   | Bandera de Serbia   | 3 – 0 Archivado el 2 de septiembre de 2017 en Wayback Machine.  | Bandera de Moldavia | Moldavia  |
| 2 de septiembre de 2017 | Cardiff  | Gales    | Bandera de Gales    | 1 – 0 Archivado el 2 de septiembre de 2017 en Wayback Machine.  | Bandera de Austria  | Austria   |
| 5 de septiembre de 2017 | Viena    | Austria  | Bandera de Austria  | 1 – 1 Archivado el 3 de septiembre de 2017 en Wayback Machine.  | Bandera de Georgia  | Georgia   |
| 5 de septiembre de 2017 | Chisináu | Moldavia | Bandera de Moldavia | 0 – 2 Archivado el 3 de septiembre de 2017 en Wayback Machine.  | Bandera de Gales    | Gales     |
| 5 de septiembre de 2017 | Dublín   | Irlanda  | Bandera de Irlanda  | 0 – 1 Archivado el 9 de octubre de 2017 en Wayback Machine.     | Bandera de Serbia   | Serbia    |
| 6 de octubre de 2017 | Tiflis   | Georgia  | Bandera de Georgia  | 0 – 1 Archivado el 8 de octubre de 2017 en Wayback Machine.     | Bandera de Gales    | Gales     |
| 6 de octubre de 2017 | Viena    | Austria  | Bandera de Austria  | 3 – 2 Archivado el 5 de octubre de 2017 en Wayback Machine.     | Bandera de Serbia   | Serbia    |
| 6 de octubre de 2017 | Dublín   | Irlanda  | Bandera de Irlanda  | 2 – 0 Archivado el 11 de octubre de 2017 en Wayback Machine.    | Bandera de Moldavia | Moldavia  |
| 9 de octubre de 2017 | Chisináu | Moldavia | Bandera de Moldavia | 0 – 1 Archivado el 12 de octubre de 2017 en Wayback Machine.    | Bandera de Austria  | Austria   |
| 9 de octubre de 2017 | Belgrado | Serbia   | Bandera de Serbia   | 1 – 0 Archivado el 12 de octubre de 2017 en Wayback Machine.    | Bandera de Georgia  | Georgia   |
| 9 de octubre de 2017 | Cardiff  | Gales    | Bandera de Gales    | 0 – 1 Archivado el 12 de octubre de 2017 en Wayback Machine.    | Bandera de Irlanda  | Irlanda   |

### Grupo E
| Pos. | Equipo     | Pts. | PJ | G | E | P | GF | GC | Dif. | Clasificación |       | Bandera de Polonia | Bandera de Dinamarca | Bandera de Montenegro | Bandera de Rumania | Bandera de Armenia | Bandera de Kazajistán |
| ---- | ---------- | ---- | -- | - | - | - | -- | -- | ---- | ------------- | ----- | ------------------ | -------------------- | --------------------- | ------------------ | ------------------ | --------------------- |
| 1    | Polonia    | 25   | 10 | 8 | 1 | 1 | 28 | 14 | +14  | Mundial 2018  |       | —                  | 3 – 2                | 4 – 2                 | 3 – 1              | 2 – 1              | 3 – 0                 |
| 2    | Dinamarca  | 20   | 10 | 6 | 2 | 2 | 20 | 8  | +12  | Play-offs     |       | 4 – 0              | —                    | 0 – 1                 | 1 – 1              | 1 – 0              | 4 – 1                 |
| 3    | Montenegro | 16   | 10 | 5 | 1 | 4 | 20 | 12 | +8   |               |       | 1 – 2              | 0 – 1                | —                     | 1 – 0              | 4 – 1              | 5 – 0                 |
| 4    | Rumania    | 13   | 10 | 3 | 4 | 3 | 12 | 10 | +2   |               | 0 – 3 | 0 – 0              | 1 – 1                | —                     | 1 – 0              | 3 – 1              |                       |
| 5    | Armenia    | 7    | 10 | 2 | 1 | 7 | 10 | 26 | −16  |               | 1 – 6 | 1 – 4              | 3 – 2                | 0 – 5                 | —                  | 2 – 0              |                       |
| 6    | Kazajistán | 3    | 10 | 0 | 3 | 7 | 6  | 26 | −20  |               | 2 – 2 | 1 – 3              | 0 – 3                | 0 – 0                 | 1 – 1              | —                  |                       |

 Fuente: 
Criterios de clasificación: criterios UEFA de desempate
| \| Fecha \| Lugar \| Local \| \| Resultado \| \| Visitante \| \| ----------------------- \| ----------- \| ---------- \| \| --------------------------------------------------------------- \| \| ---------- \| \| 4 de septiembre de 2016 \| Copenhague \| Dinamarca \| \| 1 – 0 Archivado el 25 de agosto de 2016 en Wayback Machine. \| \| Armenia \| \| 4 de septiembre de 2016 \| Astaná \| Kazajistán \| \| 2 – 2 Archivado el 25 de agosto de 2016 en Wayback Machine. \| \| Polonia \| \| 4 de septiembre de 2016 \| Cluj-Napoca \| Rumania \| \| 1 – 1 Archivado el 7 de septiembre de 2016 en Wayback Machine. \| \| Montenegro \| \| 8 de octubre de 2016 \| Ereván \| Armenia \| \| 0 – 5 Archivado el 18 de septiembre de 2016 en Wayback Machine. \| \| Rumania \| \| 8 de octubre de 2016 \| Podgorica \| Montenegro \| \| 5 – 0 Archivado el 18 de septiembre de 2016 en Wayback Machine. \| \| Kazajistán \| \| 8 de octubre de 2016 \| Varsovia \| Polonia \| \| 3 – 2 Archivado el 18 de septiembre de 2016 en Wayback Machine. \| \| Dinamarca \| \| 11 de octubre de 2016 \| Astaná \| Kazajistán \| \| 0 – 0 Archivado el 18 de septiembre de 2016 en Wayback Machine. \| \| Rumania \| \| 11 de octubre de 2016 \| Copenhague \| Dinamarca \| \| 0 – 1 Archivado el 18 de septiembre de 2016 en Wayback Machine. \| \| Montenegro \| \| 11 de octubre de 2016 \| Varsovia \| Polonia \| \| 2 – 1 Archivado el 18 de septiembre de 2016 en Wayback Machine. \| \| Armenia \| \| 11 de noviembre de 2016 \| Ereván \| Armenia \| \| 3 – 2 Archivado el 18 de septiembre de 2016 en Wayback Machine. \| \| Montenegro \| \| 11 de noviembre de 2016 \| Copenhague \| Dinamarca \| \| 4 – 1 Archivado el 18 de septiembre de 2016 en Wayback Machine. \| \| Kazajistán \| \| 11 de noviembre de 2016 \| Bucarest \| Rumania \| \| 0 – 3 Archivado el 18 de septiembre de 2016 en Wayback Machine. \| \| Polonia \| \| 26 de marzo de 2017 \| Ereván \| Armenia \| \| 2 – 0 Archivado el 26 de marzo de 2017 en Wayback Machine. \| \| Kazajistán \| \| 26 de marzo de 2017 \| Podgorica \| Montenegro \| \| 1 – 2 Archivado el 27 de marzo de 2017 en Wayback Machine. \| \| Polonia \| \| 26 de marzo de 2017 \| Cluj-Napoca \| Rumania \| \| 0 – 0 Archivado el 26 de marzo de 2017 en Wayback Machine. \| \| Dinamarca \| \| 10 de junio de 2017 \| Almatý \| Kazajistán \| \| 1 – 3 Archivado el 14 de junio de 2017 en Wayback Machine. \| \| Dinamarca \| \| 10 de junio de 2017 \| Podgorica \| Montenegro \| \| 4 – 1 Archivado el 14 de junio de 2017 en Wayback Machine. \| \| Armenia \| \| 10 de junio de 2017 \| Varsovia \| Polonia \| \| 3 – 1 Archivado el 14 de junio de 2017 en Wayback Machine. \| \| Rumania \| \| 1 de septiembre de 2017 \| Astaná \| Kazajistán \| \| 0 – 3 Archivado el 2 de septiembre de 2017 en Wayback Machine. \| \| Montenegro \| \| 1 de septiembre de 2017 \| Copenhague \| Dinamarca \| \| 4 – 0 Archivado el 2 de septiembre de 2017 en Wayback Machine. \| \| Polonia \| \| 1 de septiembre de 2017 \| Bucarest \| Rumania \| \| 1 – 0 Archivado el 2 de septiembre de 2017 en Wayback Machine. \| \| Armenia \| \| 4 de septiembre de 2017 \| Ereván \| Armenia \| \| 1 – 4 Archivado el 3 de enero de 2018 en Wayback Machine. \| \| Dinamarca \| \| 4 de septiembre de 2017 \| Podgorica \| Montenegro \| \| 1 – 0 Archivado el 3 de septiembre de 2017 en Wayback Machine. \| \| Rumania \| \| 4 de septiembre de 2017 \| Varsovia \| Polonia \| \| 3 – 0 Archivado el 3 de septiembre de 2017 en Wayback Machine. \| \| Kazajistán \| \| 5 de octubre de 2017 \| Ereván \| Armenia \| \| 1 – 6 Archivado el 5 de octubre de 2017 en Wayback Machine. \| \| Polonia \| \| 5 de octubre de 2017 \| Podgorica \| Montenegro \| \| 0 – 1 Archivado el 5 de octubre de 2017 en Wayback Machine. \| \| Dinamarca \| \| 5 de octubre de 2017 \| Ploieşti \| Rumania \| \| 3 – 1 Archivado el 5 de octubre de 2017 en Wayback Machine. \| \| Kazajistán \| \| 8 de octubre de 2017 \| Copenhague \| Dinamarca \| \| 1 – 1 Archivado el 8 de octubre de 2017 en Wayback Machine. \| \| Rumania \| \| 8 de octubre de 2017 \| Astaná \| Kazajistán \| \| 1 – 1 Archivado el 8 de octubre de 2017 en Wayback Machine. \| \| Armenia \| \| 8 de octubre de 2017 \| Varsovia \| Polonia \| \| 4 – 2 Archivado el 9 de octubre de 2017 en Wayback Machine. \| \| Montenegro \| |             |            |                       |                                                                 |                       |            |
| Fecha | Lugar       | Local      |                       | Resultado                                                       |                       | Visitante  |
| 4 de septiembre de 2016 | Copenhague  | Dinamarca  | Bandera de Dinamarca  | 1 – 0 Archivado el 25 de agosto de 2016 en Wayback Machine.     | Bandera de Armenia    | Armenia    |
| 4 de septiembre de 2016 | Astaná      | Kazajistán | Bandera de Kazajistán | 2 – 2 Archivado el 25 de agosto de 2016 en Wayback Machine.     | Bandera de Polonia    | Polonia    |
| 4 de septiembre de 2016 | Cluj-Napoca | Rumania    | Bandera de Rumania    | 1 – 1 Archivado el 7 de septiembre de 2016 en Wayback Machine.  | Bandera de Montenegro | Montenegro |
| 8 de octubre de 2016 | Ereván      | Armenia    | Bandera de Armenia    | 0 – 5 Archivado el 18 de septiembre de 2016 en Wayback Machine. | Bandera de Rumania    | Rumania    |
| 8 de octubre de 2016 | Podgorica   | Montenegro | Bandera de Montenegro | 5 – 0 Archivado el 18 de septiembre de 2016 en Wayback Machine. | Bandera de Kazajistán | Kazajistán |
| 8 de octubre de 2016 | Varsovia    | Polonia    | Bandera de Polonia    | 3 – 2 Archivado el 18 de septiembre de 2016 en Wayback Machine. | Bandera de Dinamarca  | Dinamarca  |
| 11 de octubre de 2016 | Astaná      | Kazajistán | Bandera de Kazajistán | 0 – 0 Archivado el 18 de septiembre de 2016 en Wayback Machine. | Bandera de Rumania    | Rumania    |
| 11 de octubre de 2016 | Copenhague  | Dinamarca  | Bandera de Dinamarca  | 0 – 1 Archivado el 18 de septiembre de 2016 en Wayback Machine. | Bandera de Montenegro | Montenegro |
| 11 de octubre de 2016 | Varsovia    | Polonia    | Bandera de Polonia    | 2 – 1 Archivado el 18 de septiembre de 2016 en Wayback Machine. | Bandera de Armenia    | Armenia    |
| 11 de noviembre de 2016 | Ereván      | Armenia    | Bandera de Armenia    | 3 – 2 Archivado el 18 de septiembre de 2016 en Wayback Machine. | Bandera de Montenegro | Montenegro |
| 11 de noviembre de 2016 | Copenhague  | Dinamarca  | Bandera de Dinamarca  | 4 – 1 Archivado el 18 de septiembre de 2016 en Wayback Machine. | Bandera de Kazajistán | Kazajistán |
| 11 de noviembre de 2016 | Bucarest    | Rumania    | Bandera de Rumania    | 0 – 3 Archivado el 18 de septiembre de 2016 en Wayback Machine. | Bandera de Polonia    | Polonia    |
| 26 de marzo de 2017 | Ereván      | Armenia    | Bandera de Armenia    | 2 – 0 Archivado el 26 de marzo de 2017 en Wayback Machine.      | Bandera de Kazajistán | Kazajistán |
| 26 de marzo de 2017 | Podgorica   | Montenegro | Bandera de Montenegro | 1 – 2 Archivado el 27 de marzo de 2017 en Wayback Machine.      | Bandera de Polonia    | Polonia    |
| 26 de marzo de 2017 | Cluj-Napoca | Rumania    | Bandera de Rumania    | 0 – 0 Archivado el 26 de marzo de 2017 en Wayback Machine.      | Bandera de Dinamarca  | Dinamarca  |
| 10 de junio de 2017 | Almatý      | Kazajistán | Bandera de Kazajistán | 1 – 3 Archivado el 14 de junio de 2017 en Wayback Machine.      | Bandera de Dinamarca  | Dinamarca  |
| 10 de junio de 2017 | Podgorica   | Montenegro | Bandera de Montenegro | 4 – 1 Archivado el 14 de junio de 2017 en Wayback Machine.      | Bandera de Armenia    | Armenia    |
| 10 de junio de 2017 | Varsovia    | Polonia    | Bandera de Polonia    | 3 – 1 Archivado el 14 de junio de 2017 en Wayback Machine.      | Bandera de Rumania    | Rumania    |
| 1 de septiembre de 2017 | Astaná      | Kazajistán | Bandera de Kazajistán | 0 – 3 Archivado el 2 de septiembre de 2017 en Wayback Machine.  | Bandera de Montenegro | Montenegro |
| 1 de septiembre de 2017 | Copenhague  | Dinamarca  | Bandera de Dinamarca  | 4 – 0 Archivado el 2 de septiembre de 2017 en Wayback Machine.  | Bandera de Polonia    | Polonia    |
| 1 de septiembre de 2017 | Bucarest    | Rumania    | Bandera de Rumania    | 1 – 0 Archivado el 2 de septiembre de 2017 en Wayback Machine.  | Bandera de Armenia    | Armenia    |
| 4 de septiembre de 2017 | Ereván      | Armenia    | Bandera de Armenia    | 1 – 4 Archivado el 3 de enero de 2018 en Wayback Machine.       | Bandera de Dinamarca  | Dinamarca  |
| 4 de septiembre de 2017 | Podgorica   | Montenegro | Bandera de Montenegro | 1 – 0 Archivado el 3 de septiembre de 2017 en Wayback Machine.  | Bandera de Rumania    | Rumania    |
| 4 de septiembre de 2017 | Varsovia    | Polonia    | Bandera de Polonia    | 3 – 0 Archivado el 3 de septiembre de 2017 en Wayback Machine.  | Bandera de Kazajistán | Kazajistán |
| 5 de octubre de 2017 | Ereván      | Armenia    | Bandera de Armenia    | 1 – 6 Archivado el 5 de octubre de 2017 en Wayback Machine.     | Bandera de Polonia    | Polonia    |
| 5 de octubre de 2017 | Podgorica   | Montenegro | Bandera de Montenegro | 0 – 1 Archivado el 5 de octubre de 2017 en Wayback Machine.     | Bandera de Dinamarca  | Dinamarca  |
| 5 de octubre de 2017 | Ploieşti    | Rumania    | Bandera de Rumania    | 3 – 1 Archivado el 5 de octubre de 2017 en Wayback Machine.     | Bandera de Kazajistán | Kazajistán |
| 8 de octubre de 2017 | Copenhague  | Dinamarca  | Bandera de Dinamarca  | 1 – 1 Archivado el 8 de octubre de 2017 en Wayback Machine.     | Bandera de Rumania    | Rumania    |
| 8 de octubre de 2017 | Astaná      | Kazajistán | Bandera de Kazajistán | 1 – 1 Archivado el 8 de octubre de 2017 en Wayback Machine.     | Bandera de Armenia    | Armenia    |
| 8 de octubre de 2017 | Varsovia    | Polonia    | Bandera de Polonia    | 4 – 2 Archivado el 9 de octubre de 2017 en Wayback Machine.     | Bandera de Montenegro | Montenegro |

### Grupo F
| Pos. | Equipo     | Pts. | PJ | G | E | P | GF | GC | Dif. | Clasificación |       | Bandera de Inglaterra | Bandera de Eslovaquia | Bandera de Escocia | Bandera de Eslovenia | Bandera de Lituania | Bandera de Malta |
| ---- | ---------- | ---- | -- | - | - | - | -- | -- | ---- | ------------- | ----- | --------------------- | --------------------- | ------------------ | -------------------- | ------------------- | ---------------- |
| 1    | Inglaterra | 26   | 10 | 8 | 2 | 0 | 18 | 3  | +15  | Mundial 2018  |       | —                     | 2 – 1                 | 3 – 0              | 1 – 0                | 2 – 0               | 2 – 0            |
| 2    | Eslovaquia | 18   | 10 | 6 | 0 | 4 | 17 | 7  | +10  |               |       | 0 – 1                 | —                     | 3 – 0              | 1 – 0                | 4 – 0               | 3 – 0            |
| 3    | Escocia    | 18   | 10 | 5 | 3 | 2 | 17 | 12 | +5   |               | 2 – 2 | 1 – 0                 | —                     | 1 – 0              | 1 – 1                | 2 – 0               |                  |
| 4    | Eslovenia  | 15   | 10 | 4 | 3 | 3 | 12 | 7  | +5   |               | 0 – 0 | 1 – 0                 | 2 – 2                 | —                  | 4 – 0                | 2 – 0               |                  |
| 5    | Lituania   | 6    | 10 | 1 | 3 | 6 | 7  | 20 | −13  |               | 0 – 1 | 1 – 2                 | 0 – 3                 | 2 – 2              | —                    | 2 – 0               |                  |
| 6    | Malta      | 1    | 10 | 0 | 1 | 9 | 3  | 25 | −22  |               | 0 – 4 | 1 – 3                 | 1 – 5                 | 0 – 1              | 1 – 1                | —                   |                  |

 Fuente: 
Criterios de clasificación: criterios UEFA de desempate
| \| Fecha \| Lugar \| Local \| \| Resultado \| \| Visitante \| \| ----------------------- \| --------- \| ---------- \| \| --------------------------------------------------------------- \| \| ---------- \| \| 4 de septiembre de 2016 \| Vilna \| Lituania \| \| 2 – 2 Archivado el 8 de septiembre de 2016 en Wayback Machine. \| \| Eslovenia \| \| 4 de septiembre de 2016 \| Trnava \| Eslovaquia \| \| 0 – 1 Archivado el 5 de enero de 2018 en Wayback Machine. \| \| Inglaterra \| \| 4 de septiembre de 2016 \| Ta' Qali \| Malta \| \| 1 – 5 Archivado el 11 de septiembre de 2016 en Wayback Machine. \| \| Escocia \| \| 8 de octubre de 2016 \| Londres \| Inglaterra \| \| 2 – 0 Archivado el 14 de diciembre de 2017 en Wayback Machine. \| \| Malta \| \| 8 de octubre de 2016 \| Glasgow \| Escocia \| \| 1 – 1 Archivado el 18 de septiembre de 2016 en Wayback Machine. \| \| Lituania \| \| 8 de octubre de 2016 \| Liubliana \| Eslovenia \| \| 1 – 0 Archivado el 18 de septiembre de 2016 en Wayback Machine. \| \| Eslovaquia \| \| 11 de octubre de 2016 \| Vilna \| Lituania \| \| 2 – 0 Archivado el 18 de septiembre de 2016 en Wayback Machine. \| \| Malta \| \| 11 de octubre de 2016 \| Trnava \| Eslovaquia \| \| 3 – 0 Archivado el 18 de septiembre de 2016 en Wayback Machine. \| \| Escocia \| \| 11 de octubre de 2016 \| Liubliana \| Eslovenia \| \| 0 – 0 Archivado el 5 de enero de 2018 en Wayback Machine. \| \| Inglaterra \| \| 11 de noviembre de 2016 \| Londres \| Inglaterra \| \| 3 – 0 Archivado el 12 de diciembre de 2017 en Wayback Machine. \| \| Escocia \| \| 11 de noviembre de 2016 \| Ta' Qali \| Malta \| \| 0 – 1 Archivado el 18 de septiembre de 2016 en Wayback Machine. \| \| Eslovenia \| \| 11 de noviembre de 2016 \| Trnava \| Eslovaquia \| \| 4 – 0 Archivado el 18 de septiembre de 2016 en Wayback Machine. \| \| Lituania \| \| 26 de marzo de 2017 \| Londres \| Inglaterra \| \| 2 – 0 Archivado el 5 de enero de 2018 en Wayback Machine. \| \| Lituania \| \| 26 de marzo de 2017 \| Ta' Qali \| Malta \| \| 1 – 3 Archivado el 26 de marzo de 2017 en Wayback Machine. \| \| Eslovaquia \| \| 26 de marzo de 2017 \| Glasgow \| Escocia \| \| 1 – 0 Archivado el 26 de marzo de 2017 en Wayback Machine. \| \| Eslovenia \| \| 10 de junio de 2017 \| Glasgow \| Escocia \| \| 2 – 2 Archivado el 5 de enero de 2018 en Wayback Machine. \| \| Inglaterra \| \| 10 de junio de 2017 \| Liubliana \| Eslovenia \| \| 2 – 0 Archivado el 14 de junio de 2017 en Wayback Machine. \| \| Malta \| \| 10 de junio de 2017 \| Vilna \| Lituania \| \| 1 – 2 Archivado el 7 de junio de 2017 en Wayback Machine. \| \| Eslovaquia \| \| 1 de septiembre de 2017 \| Vilna \| Lituania \| \| 0 – 3 Archivado el 2 de septiembre de 2017 en Wayback Machine. \| \| Escocia \| \| 1 de septiembre de 2017 \| Ta' Qali \| Malta \| \| 0 – 4 Archivado el 11 de diciembre de 2017 en Wayback Machine. \| \| Inglaterra \| \| 1 de septiembre de 2017 \| Trnava \| Eslovaquia \| \| 1 – 0 Archivado el 2 de septiembre de 2017 en Wayback Machine. \| \| Eslovenia \| \| 4 de septiembre de 2017 \| Londres \| Inglaterra \| \| 2 – 1 Archivado el 3 de enero de 2018 en Wayback Machine. \| \| Eslovaquia \| \| 4 de septiembre de 2017 \| Glasgow \| Escocia \| \| 2 – 0 Archivado el 3 de septiembre de 2017 en Wayback Machine. \| \| Malta \| \| 4 de septiembre de 2017 \| Liubliana \| Eslovenia \| \| 4 – 0 Archivado el 3 de septiembre de 2017 en Wayback Machine. \| \| Lituania \| \| 5 de octubre de 2017 \| Londres \| Inglaterra \| \| 1 – 0 Archivado el 9 de diciembre de 2017 en Wayback Machine. \| \| Eslovenia \| \| 5 de octubre de 2017 \| Ta' Qali \| Malta \| \| 1 – 1 Archivado el 8 de octubre de 2017 en Wayback Machine. \| \| Lituania \| \| 5 de octubre de 2017 \| Glasgow \| Escocia \| \| 1 – 0 Archivado el 8 de octubre de 2017 en Wayback Machine. \| \| Eslovaquia \| \| 8 de octubre de 2017 \| Vilna \| Lituania \| \| 0 – 1 Archivado el 30 de diciembre de 2017 en Wayback Machine. \| \| Inglaterra \| \| 8 de octubre de 2017 \| Trnava \| Eslovaquia \| \| 3 – 0 Archivado el 8 de octubre de 2017 en Wayback Machine. \| \| Malta \| \| 8 de octubre de 2017 \| Liubliana \| Eslovenia \| \| 2 – 2 Archivado el 8 de octubre de 2017 en Wayback Machine. \| \| Escocia \| |           |            |                       |                                                                 |                       |            |
| Fecha | Lugar     | Local      |                       | Resultado                                                       |                       | Visitante  |
| 4 de septiembre de 2016 | Vilna     | Lituania   | Bandera de Lituania   | 2 – 2 Archivado el 8 de septiembre de 2016 en Wayback Machine.  | Bandera de Eslovenia  | Eslovenia  |
| 4 de septiembre de 2016 | Trnava    | Eslovaquia | Bandera de Eslovaquia | 0 – 1 Archivado el 5 de enero de 2018 en Wayback Machine.       | Bandera de Inglaterra | Inglaterra |
| 4 de septiembre de 2016 | Ta' Qali  | Malta      | Bandera de Malta      | 1 – 5 Archivado el 11 de septiembre de 2016 en Wayback Machine. | Bandera de Escocia    | Escocia    |
| 8 de octubre de 2016 | Londres   | Inglaterra | Bandera de Inglaterra | 2 – 0 Archivado el 14 de diciembre de 2017 en Wayback Machine.  | Bandera de Malta      | Malta      |
| 8 de octubre de 2016 | Glasgow   | Escocia    | Bandera de Escocia    | 1 – 1 Archivado el 18 de septiembre de 2016 en Wayback Machine. | Bandera de Lituania   | Lituania   |
| 8 de octubre de 2016 | Liubliana | Eslovenia  | Bandera de Eslovenia  | 1 – 0 Archivado el 18 de septiembre de 2016 en Wayback Machine. | Bandera de Eslovaquia | Eslovaquia |
| 11 de octubre de 2016 | Vilna     | Lituania   | Bandera de Lituania   | 2 – 0 Archivado el 18 de septiembre de 2016 en Wayback Machine. | Bandera de Malta      | Malta      |
| 11 de octubre de 2016 | Trnava    | Eslovaquia | Bandera de Eslovaquia | 3 – 0 Archivado el 18 de septiembre de 2016 en Wayback Machine. | Bandera de Escocia    | Escocia    |
| 11 de octubre de 2016 | Liubliana | Eslovenia  | Bandera de Eslovenia  | 0 – 0 Archivado el 5 de enero de 2018 en Wayback Machine.       | Bandera de Inglaterra | Inglaterra |
| 11 de noviembre de 2016 | Londres   | Inglaterra | Bandera de Inglaterra | 3 – 0 Archivado el 12 de diciembre de 2017 en Wayback Machine.  | Bandera de Escocia    | Escocia    |
| 11 de noviembre de 2016 | Ta' Qali  | Malta      | Bandera de Malta      | 0 – 1 Archivado el 18 de septiembre de 2016 en Wayback Machine. | Bandera de Eslovenia  | Eslovenia  |
| 11 de noviembre de 2016 | Trnava    | Eslovaquia | Bandera de Eslovaquia | 4 – 0 Archivado el 18 de septiembre de 2016 en Wayback Machine. | Bandera de Lituania   | Lituania   |
| 26 de marzo de 2017 | Londres   | Inglaterra | Bandera de Inglaterra | 2 – 0 Archivado el 5 de enero de 2018 en Wayback Machine.       | Bandera de Lituania   | Lituania   |
| 26 de marzo de 2017 | Ta' Qali  | Malta      | Bandera de Malta      | 1 – 3 Archivado el 26 de marzo de 2017 en Wayback Machine.      | Bandera de Eslovaquia | Eslovaquia |
| 26 de marzo de 2017 | Glasgow   | Escocia    | Bandera de Escocia    | 1 – 0 Archivado el 26 de marzo de 2017 en Wayback Machine.      | Bandera de Eslovenia  | Eslovenia  |
| 10 de junio de 2017 | Glasgow   | Escocia    | Bandera de Escocia    | 2 – 2 Archivado el 5 de enero de 2018 en Wayback Machine.       | Bandera de Inglaterra | Inglaterra |
| 10 de junio de 2017 | Liubliana | Eslovenia  | Bandera de Eslovenia  | 2 – 0 Archivado el 14 de junio de 2017 en Wayback Machine.      | Bandera de Malta      | Malta      |
| 10 de junio de 2017 | Vilna     | Lituania   | Bandera de Lituania   | 1 – 2 Archivado el 7 de junio de 2017 en Wayback Machine.       | Bandera de Eslovaquia | Eslovaquia |
| 1 de septiembre de 2017 | Vilna     | Lituania   | Bandera de Lituania   | 0 – 3 Archivado el 2 de septiembre de 2017 en Wayback Machine.  | Bandera de Escocia    | Escocia    |
| 1 de septiembre de 2017 | Ta' Qali  | Malta      | Bandera de Malta      | 0 – 4 Archivado el 11 de diciembre de 2017 en Wayback Machine.  | Bandera de Inglaterra | Inglaterra |
| 1 de septiembre de 2017 | Trnava    | Eslovaquia | Bandera de Eslovaquia | 1 – 0 Archivado el 2 de septiembre de 2017 en Wayback Machine.  | Bandera de Eslovenia  | Eslovenia  |
| 4 de septiembre de 2017 | Londres   | Inglaterra | Bandera de Inglaterra | 2 – 1 Archivado el 3 de enero de 2018 en Wayback Machine.       | Bandera de Eslovaquia | Eslovaquia |
| 4 de septiembre de 2017 | Glasgow   | Escocia    | Bandera de Escocia    | 2 – 0 Archivado el 3 de septiembre de 2017 en Wayback Machine.  | Bandera de Malta      | Malta      |
| 4 de septiembre de 2017 | Liubliana | Eslovenia  | Bandera de Eslovenia  | 4 – 0 Archivado el 3 de septiembre de 2017 en Wayback Machine.  | Bandera de Lituania   | Lituania   |
| 5 de octubre de 2017 | Londres   | Inglaterra | Bandera de Inglaterra | 1 – 0 Archivado el 9 de diciembre de 2017 en Wayback Machine.   | Bandera de Eslovenia  | Eslovenia  |
| 5 de octubre de 2017 | Ta' Qali  | Malta      | Bandera de Malta      | 1 – 1 Archivado el 8 de octubre de 2017 en Wayback Machine.     | Bandera de Lituania   | Lituania   |
| 5 de octubre de 2017 | Glasgow   | Escocia    | Bandera de Escocia    | 1 – 0 Archivado el 8 de octubre de 2017 en Wayback Machine.     | Bandera de Eslovaquia | Eslovaquia |
| 8 de octubre de 2017 | Vilna     | Lituania   | Bandera de Lituania   | 0 – 1 Archivado el 30 de diciembre de 2017 en Wayback Machine.  | Bandera de Inglaterra | Inglaterra |
| 8 de octubre de 2017 | Trnava    | Eslovaquia | Bandera de Eslovaquia | 3 – 0 Archivado el 8 de octubre de 2017 en Wayback Machine.     | Bandera de Malta      | Malta      |
| 8 de octubre de 2017 | Liubliana | Eslovenia  | Bandera de Eslovenia  | 2 – 2 Archivado el 8 de octubre de 2017 en Wayback Machine.     | Bandera de Escocia    | Escocia    |

### Grupo G
| Pos. | Equipo        | Pts. | PJ | G | E | P  | GF | GC | Dif. | Clasificación |       | Bandera de España | Bandera de Italia | Bandera de Albania | Bandera de Israel | Bandera de Macedonia del Norte | Bandera de Liechtenstein |
| ---- | ------------- | ---- | -- | - | - | -- | -- | -- | ---- | ------------- | ----- | ----------------- | ----------------- | ------------------ | ----------------- | ------------------------------ | ------------------------ |
| 1    | España        | 28   | 10 | 9 | 1 | 0  | 36 | 3  | +33  | Mundial 2018  |       | —                 | 3 – 0             | 3 – 0              | 4 – 1             | 4 – 0                          | 8 – 0                    |
| 2    | Italia        | 23   | 10 | 7 | 2 | 1  | 21 | 8  | +13  | Play-offs     |       | 1 – 1             | —                 | 2 – 0              | 1 – 0             | 1 – 1                          | 5 – 0                    |
| 3    | Albania       | 13   | 10 | 4 | 1 | 5  | 10 | 13 | −3   |               |       | 0 – 2             | 0 – 1             | —                  | 0 – 3             | 2 – 1                          | 2 – 0                    |
| 4    | Israel        | 12   | 10 | 4 | 0 | 6  | 10 | 15 | −5   |               | 0 – 1 | 1 – 3             | 0 – 3             | —                  | 0 – 1             | 2 – 1                          |                          |
| 5    | Macedonia     | 11   | 10 | 3 | 2 | 5  | 15 | 15 | 0    |               | 1 – 2 | 2 – 3             | 1 – 1             | 1 – 2              | —                 | 4 – 0                          |                          |
| 6    | Liechtenstein | 0    | 10 | 0 | 0 | 10 | 1  | 39 | −38  |               | 0 – 8 | 0 – 4             | 0 – 2             | 0 – 1              | 0 – 3             | —                              |                          |

 Fuente: 
Criterios de clasificación: criterios UEFA de desempate
| \| Fecha \| Lugar \| Local \| \| Resultado \| \| Visitante \| \| ----------------------- \| ------------- \| ------------- \| \| --------------------------------------------------------------- \| \| ------------- \| \| 5 de septiembre de 2016 \| Shkodër \| Albania \| \| 2 – 1 Archivado el 8 de septiembre de 2016 en Wayback Machine. \| \| Macedonia \| \| 5 de septiembre de 2016 \| Haifa \| Israel \| \| 1 – 3 Archivado el 2 de septiembre de 2016 en Wayback Machine. \| \| Italia \| \| 5 de septiembre de 2016 \| León \| España \| \| 8 – 0 Archivado el 22 de diciembre de 2017 en Wayback Machine. \| \| Liechtenstein \| \| 6 de octubre de 2016 \| Skopje \| Macedonia \| \| 1 – 2 Archivado el 18 de septiembre de 2016 en Wayback Machine. \| \| Israel \| \| 6 de octubre de 2016 \| Turín \| Italia \| \| 1 – 1 Archivado el 22 de diciembre de 2017 en Wayback Machine. \| \| España \| \| 6 de octubre de 2016 \| Vaduz \| Liechtenstein \| \| 0 – 2 Archivado el 18 de septiembre de 2016 en Wayback Machine. \| \| Albania \| \| 9 de octubre de 2016 \| Jerusalén \| Israel \| \| 2 – 1 Archivado el 18 de septiembre de 2016 en Wayback Machine. \| \| Liechtenstein \| \| 9 de octubre de 2016 \| Shkodër \| Albania \| \| 0 – 2 Archivado el 22 de diciembre de 2017 en Wayback Machine. \| \| España \| \| 9 de octubre de 2016 \| Skopje \| Macedonia \| \| 2 – 3 Archivado el 18 de septiembre de 2016 en Wayback Machine. \| \| Italia \| \| 12 de noviembre de 2016 \| Shkodër \| Albania \| \| 0 – 3 Archivado el 18 de septiembre de 2016 en Wayback Machine. \| \| Israel \| \| 12 de noviembre de 2016 \| Vaduz \| Liechtenstein \| \| 0 – 4 Archivado el 18 de septiembre de 2016 en Wayback Machine. \| \| Italia \| \| 12 de noviembre de 2016 \| Granada \| España \| \| 4 – 0 Archivado el 22 de diciembre de 2017 en Wayback Machine. \| \| Macedonia \| \| 24 de marzo de 2017 \| Palermo \| Italia \| \| 2 – 0 Archivado el 25 de marzo de 2017 en Wayback Machine. \| \| Albania \| \| 24 de marzo de 2017 \| Vaduz \| Liechtenstein \| \| 0 – 3 Archivado el 25 de marzo de 2017 en Wayback Machine. \| \| Macedonia \| \| 24 de marzo de 2017 \| Gijón \| España \| \| 4 – 1 Archivado el 22 de diciembre de 2017 en Wayback Machine. \| \| Israel \| \| 11 de junio de 2017 \| Skopje \| Macedonia \| \| 1 – 2 Archivado el 22 de diciembre de 2017 en Wayback Machine. \| \| España \| \| 11 de junio de 2017 \| Haifa \| Israel \| \| 0 – 3 Archivado el 14 de junio de 2017 en Wayback Machine. \| \| Albania \| \| 11 de junio de 2017 \| Udine \| Italia \| \| 5 – 0 Archivado el 7 de junio de 2017 en Wayback Machine. \| \| Liechtenstein \| \| 2 de septiembre de 2017 \| Elbasan \| Albania \| \| 2 – 0 Archivado el 3 de septiembre de 2017 en Wayback Machine. \| \| Liechtenstein \| \| 2 de septiembre de 2017 \| Haifa \| Israel \| \| 0 – 1 Archivado el 3 de septiembre de 2017 en Wayback Machine. \| \| Macedonia \| \| 2 de septiembre de 2017 \| Madrid \| España \| \| 3 – 0 Archivado el 12 de diciembre de 2017 en Wayback Machine. \| \| Italia \| \| 5 de septiembre de 2017 \| Strumica \| Macedonia \| \| 1 – 1 Archivado el 6 de septiembre de 2017 en Wayback Machine. \| \| Albania \| \| 5 de septiembre de 2017 \| Reggio Emilia \| Italia \| \| 1 – 0 Archivado el 6 de septiembre de 2017 en Wayback Machine. \| \| Israel \| \| 5 de septiembre de 2017 \| Vaduz \| Liechtenstein \| \| 0 – 8 Archivado el 3 de enero de 2018 en Wayback Machine. \| \| España \| \| 6 de octubre de 2017 \| Turín \| Italia \| \| 1 – 1 Archivado el 8 de octubre de 2017 en Wayback Machine. \| \| Macedonia \| \| 6 de octubre de 2017 \| Vaduz \| Liechtenstein \| \| 0 – 1 Archivado el 9 de octubre de 2017 en Wayback Machine. \| \| Israel \| \| 6 de octubre de 2017 \| Alicante \| España \| \| 3 – 0 Archivado el 9 de diciembre de 2017 en Wayback Machine. \| \| Albania \| \| 9 de octubre de 2017 \| Shkodër \| Albania \| \| 0 – 1 \| \| Italia \| \| 9 de octubre de 2017 \| Skopje \| Macedonia \| \| 4 – 0 \| \| Liechtenstein \| \| 9 de octubre de 2017 \| Jerusalén \| Israel \| \| 0 – 1 \| \| España \| |               |               |                                |                                                                 |                                |               |
| Fecha | Lugar         | Local         |                                | Resultado                                                       |                                | Visitante     |
| 5 de septiembre de 2016 | Shkodër       | Albania       | Bandera de Albania             | 2 – 1 Archivado el 8 de septiembre de 2016 en Wayback Machine.  | Bandera de Macedonia del Norte | Macedonia     |
| 5 de septiembre de 2016 | Haifa         | Israel        | Bandera de Israel              | 1 – 3 Archivado el 2 de septiembre de 2016 en Wayback Machine.  | Bandera de Italia              | Italia        |
| 5 de septiembre de 2016 | León          | España        | Bandera de España              | 8 – 0 Archivado el 22 de diciembre de 2017 en Wayback Machine.  | Bandera de Liechtenstein       | Liechtenstein |
| 6 de octubre de 2016 | Skopje        | Macedonia     | Bandera de Macedonia del Norte | 1 – 2 Archivado el 18 de septiembre de 2016 en Wayback Machine. | Bandera de Israel              | Israel        |
| 6 de octubre de 2016 | Turín         | Italia        | Bandera de Italia              | 1 – 1 Archivado el 22 de diciembre de 2017 en Wayback Machine.  | Bandera de España              | España        |
| 6 de octubre de 2016 | Vaduz         | Liechtenstein | Bandera de Liechtenstein       | 0 – 2 Archivado el 18 de septiembre de 2016 en Wayback Machine. | Bandera de Albania             | Albania       |
| 9 de octubre de 2016 | Jerusalén     | Israel        | Bandera de Israel              | 2 – 1 Archivado el 18 de septiembre de 2016 en Wayback Machine. | Bandera de Liechtenstein       | Liechtenstein |
| 9 de octubre de 2016 | Shkodër       | Albania       | Bandera de Albania             | 0 – 2 Archivado el 22 de diciembre de 2017 en Wayback Machine.  | Bandera de España              | España        |
| 9 de octubre de 2016 | Skopje        | Macedonia     | Bandera de Macedonia del Norte | 2 – 3 Archivado el 18 de septiembre de 2016 en Wayback Machine. | Bandera de Italia              | Italia        |
| 12 de noviembre de 2016 | Shkodër       | Albania       | Bandera de Albania             | 0 – 3 Archivado el 18 de septiembre de 2016 en Wayback Machine. | Bandera de Israel              | Israel        |
| 12 de noviembre de 2016 | Vaduz         | Liechtenstein | Bandera de Liechtenstein       | 0 – 4 Archivado el 18 de septiembre de 2016 en Wayback Machine. | Bandera de Italia              | Italia        |
| 12 de noviembre de 2016 | Granada       | España        | Bandera de España              | 4 – 0 Archivado el 22 de diciembre de 2017 en Wayback Machine.  | Bandera de Macedonia del Norte | Macedonia     |
| 24 de marzo de 2017 | Palermo       | Italia        | Bandera de Italia              | 2 – 0 Archivado el 25 de marzo de 2017 en Wayback Machine.      | Bandera de Albania             | Albania       |
| 24 de marzo de 2017 | Vaduz         | Liechtenstein | Bandera de Liechtenstein       | 0 – 3 Archivado el 25 de marzo de 2017 en Wayback Machine.      | Bandera de Macedonia del Norte | Macedonia     |
| 24 de marzo de 2017 | Gijón         | España        | Bandera de España              | 4 – 1 Archivado el 22 de diciembre de 2017 en Wayback Machine.  | Bandera de Israel              | Israel        |
| 11 de junio de 2017 | Skopje        | Macedonia     | Bandera de Macedonia del Norte | 1 – 2 Archivado el 22 de diciembre de 2017 en Wayback Machine.  | Bandera de España              | España        |
| 11 de junio de 2017 | Haifa         | Israel        | Bandera de Israel              | 0 – 3 Archivado el 14 de junio de 2017 en Wayback Machine.      | Bandera de Albania             | Albania       |
| 11 de junio de 2017 | Udine         | Italia        | Bandera de Italia              | 5 – 0 Archivado el 7 de junio de 2017 en Wayback Machine.       | Bandera de Liechtenstein       | Liechtenstein |
| 2 de septiembre de 2017 | Elbasan       | Albania       | Bandera de Albania             | 2 – 0 Archivado el 3 de septiembre de 2017 en Wayback Machine.  | Bandera de Liechtenstein       | Liechtenstein |
| 2 de septiembre de 2017 | Haifa         | Israel        | Bandera de Israel              | 0 – 1 Archivado el 3 de septiembre de 2017 en Wayback Machine.  | Bandera de Macedonia del Norte | Macedonia     |
| 2 de septiembre de 2017 | Madrid        | España        | Bandera de España              | 3 – 0 Archivado el 12 de diciembre de 2017 en Wayback Machine.  | Bandera de Italia              | Italia        |
| 5 de septiembre de 2017 | Strumica      | Macedonia     | Bandera de Macedonia del Norte | 1 – 1 Archivado el 6 de septiembre de 2017 en Wayback Machine.  | Bandera de Albania             | Albania       |
| 5 de septiembre de 2017 | Reggio Emilia | Italia        | Bandera de Italia              | 1 – 0 Archivado el 6 de septiembre de 2017 en Wayback Machine.  | Bandera de Israel              | Israel        |
| 5 de septiembre de 2017 | Vaduz         | Liechtenstein | Bandera de Liechtenstein       | 0 – 8 Archivado el 3 de enero de 2018 en Wayback Machine.       | Bandera de España              | España        |
| 6 de octubre de 2017 | Turín         | Italia        | Bandera de Italia              | 1 – 1 Archivado el 8 de octubre de 2017 en Wayback Machine.     | Bandera de Macedonia del Norte | Macedonia     |
| 6 de octubre de 2017 | Vaduz         | Liechtenstein | Bandera de Liechtenstein       | 0 – 1 Archivado el 9 de octubre de 2017 en Wayback Machine.     | Bandera de Israel              | Israel        |
| 6 de octubre de 2017 | Alicante      | España        | Bandera de España              | 3 – 0 Archivado el 9 de diciembre de 2017 en Wayback Machine.   | Bandera de Albania             | Albania       |
| 9 de octubre de 2017 | Shkodër       | Albania       | Bandera de Albania             | 0 – 1                                                           | Bandera de Italia              | Italia        |
| 9 de octubre de 2017 | Skopje        | Macedonia     | Bandera de Macedonia del Norte | 4 – 0                                                           | Bandera de Liechtenstein       | Liechtenstein |
| 9 de octubre de 2017 | Jerusalén     | Israel        | Bandera de Israel              | 0 – 1                                                           | Bandera de España              | España        |

### Grupo H
| Pos. | Equipo               | Pts. | PJ | G | E | P  | GF | GC | Dif. | Clasificación |       | Bandera de Bélgica | Bandera de Grecia | Bandera de Bosnia y Herzegovina | Bandera de Estonia | Bandera de Chipre | Bandera de Gibraltar |
| ---- | -------------------- | ---- | -- | - | - | -- | -- | -- | ---- | ------------- | ----- | ------------------ | ----------------- | ------------------------------- | ------------------ | ----------------- | -------------------- |
| 1    | Bélgica              | 28   | 10 | 9 | 1 | 0  | 43 | 6  | +37  | Mundial 2018  |       | —                  | 1 – 1             | 4 – 0                           | 8 – 1              | 4 – 0             | 9 – 0                |
| 2    | Grecia               | 19   | 10 | 5 | 4 | 1  | 17 | 6  | +11  | Play-offs     |       | 1 – 2              | —                 | 1 – 1                           | 0 – 0              | 2 – 0             | 4 – 0                |
| 3    | Bosnia y Herzegovina | 17   | 10 | 5 | 2 | 3  | 24 | 13 | +11  |               |       | 3 – 4              | 0 – 0             | —                               | 5 – 0              | 2 – 0             | 5 – 0                |
| 4    | Estonia              | 11   | 10 | 3 | 2 | 5  | 13 | 19 | −6   |               | 0 – 2 | 0 – 2              | 1 – 2             | —                               | 1 – 0              | 4 – 0             |                      |
| 5    | Chipre               | 10   | 10 | 3 | 1 | 6  | 9  | 18 | −9   |               | 0 – 3 | 1 – 2              | 3 – 2             | 0 – 0                           | —                  | 3 – 1             |                      |
| 6    | Gibraltar            | 0    | 10 | 0 | 0 | 10 | 3  | 47 | −44  |               | 0 – 6 | 1 – 4              | 0 – 4             | 0 – 6                           | 1 – 2              | —                 |                      |

 Fuente: 
Criterios de clasificación: criterios UEFA de desempate
| \| Fecha \| Lugar \| Local \| \| Resultado \| \| Visitante \| \| ----------------------- \| -------------------- \| -------------------- \| \| --------------------------------------------------------------- \| \| -------------------- \| \| 6 de septiembre de 2016 \| Zenica \| Bosnia y Herzegovina \| \| 5 – 0 Archivado el 8 de septiembre de 2016 en Wayback Machine. \| \| Estonia \| \| 6 de septiembre de 2016 \| Nicosia \| Chipre \| \| 0 – 3 Archivado el 7 de septiembre de 2016 en Wayback Machine. \| \| Bélgica \| \| 6 de septiembre de 2016 \| Faro (Portugal)[n 2] \| Gibraltar \| \| 1 – 4 Archivado el 8 de septiembre de 2016 en Wayback Machine. \| \| Grecia \| \| 7 de octubre de 2016 \| Bruselas \| Bélgica \| \| 4 – 0 Archivado el 18 de septiembre de 2016 en Wayback Machine. \| \| Bosnia y Herzegovina \| \| 7 de octubre de 2016 \| El Pireo \| Grecia \| \| 2 – 0 Archivado el 18 de septiembre de 2016 en Wayback Machine. \| \| Chipre \| \| 7 de octubre de 2016 \| Tallin \| Estonia \| \| 4 – 0 Archivado el 18 de septiembre de 2016 en Wayback Machine. \| \| Gibraltar \| \| 10 de octubre de 2016 \| Zenica \| Bosnia y Herzegovina \| \| 2 – 0 Archivado el 18 de septiembre de 2016 en Wayback Machine. \| \| Chipre \| \| 10 de octubre de 2016 \| Tallin \| Estonia \| \| 0 – 2 Archivado el 18 de septiembre de 2016 en Wayback Machine. \| \| Grecia \| \| 10 de octubre de 2016 \| Faro (Portugal)[n 2] \| Gibraltar \| \| 0 – 6 Archivado el 18 de septiembre de 2016 en Wayback Machine. \| \| Bélgica \| \| 13 de noviembre de 2016 \| Bruselas \| Bélgica \| \| 8 – 1 Archivado el 18 de septiembre de 2016 en Wayback Machine. \| \| Estonia \| \| 13 de noviembre de 2016 \| El Pireo \| Grecia \| \| 1 – 1 Archivado el 18 de septiembre de 2016 en Wayback Machine. \| \| Bosnia y Herzegovina \| \| 13 de noviembre de 2016 \| Nicosia \| Chipre \| \| 3 – 1 Archivado el 18 de septiembre de 2016 en Wayback Machine. \| \| Gibraltar \| \| 25 de marzo de 2017 \| Nicosia \| Chipre \| \| 0 – 0 Archivado el 25 de marzo de 2017 en Wayback Machine. \| \| Estonia \| \| 25 de marzo de 2017 \| Bruselas \| Bélgica \| \| 1 – 1 Archivado el 25 de marzo de 2017 en Wayback Machine. \| \| Grecia \| \| 25 de marzo de 2017 \| Zenica \| Bosnia y Herzegovina \| \| 5 – 0 Archivado el 25 de marzo de 2017 en Wayback Machine. \| \| Gibraltar \| \| 9 de junio de 2017 \| Zenica \| Bosnia y Herzegovina \| \| 0 – 0 Archivado el 25 de marzo de 2017 en Wayback Machine. \| \| Grecia \| \| 9 de junio de 2017 \| Tallin \| Estonia \| \| 0 – 2 Archivado el 25 de marzo de 2017 en Wayback Machine. \| \| Bélgica \| \| 9 de junio de 2017 \| Faro (Portugal)[n 2] \| Gibraltar \| \| 1 – 2 Archivado el 25 de marzo de 2017 en Wayback Machine. \| \| Chipre \| \| 31 de agosto de 2017 \| Nicosia \| Chipre \| \| 3 – 2 Archivado el 1 de septiembre de 2017 en Wayback Machine. \| \| Bosnia y Herzegovina \| \| 31 de agosto de 2017 \| El Pireo \| Grecia \| \| 0 – 0 Archivado el 1 de septiembre de 2017 en Wayback Machine. \| \| Estonia \| \| 31 de agosto de 2017 \| Lieja \| Bélgica \| \| 9 – 0 Archivado el 1 de septiembre de 2017 en Wayback Machine. \| \| Gibraltar \| \| 3 de septiembre de 2017 \| Tallin \| Estonia \| \| 1 – 0 \| \| Chipre \| \| 3 de septiembre de 2017 \| El Pireo \| Grecia \| \| 1 – 2 \| \| Bélgica \| \| 3 de septiembre de 2017 \| Faro (Portugal)[n 2] \| Gibraltar \| \| 0 – 4 \| \| Bosnia y Herzegovina \| \| 7 de octubre de 2017 \| Sarajevo \| Bosnia y Herzegovina \| \| 3 – 4 \| \| Bélgica \| \| 7 de octubre de 2017 \| Nicosia \| Chipre \| \| 1 – 2 \| \| Grecia \| \| 7 de octubre de 2017 \| Faro (Portugal)[n 2] \| Gibraltar \| \| 0 – 6 \| \| Estonia \| \| 10 de octubre de 2017 \| Bruselas \| Bélgica \| \| 4 – 0 \| \| Chipre \| \| 10 de octubre de 2017 \| Tallin \| Estonia \| \| 1 – 2 \| \| Bosnia y Herzegovina \| \| 10 de octubre de 2017 \| El Pireo \| Grecia \| \| 4 – 0 \| \| Gibraltar \| |                 |                      |                                 |                                                                 |                                 |                      |
| Fecha | Lugar           | Local                |                                 | Resultado                                                       |                                 | Visitante            |
| 6 de septiembre de 2016 | Zenica          | Bosnia y Herzegovina | Bandera de Bosnia y Herzegovina | 5 – 0 Archivado el 8 de septiembre de 2016 en Wayback Machine.  | Bandera de Estonia              | Estonia              |
| 6 de septiembre de 2016 | Nicosia         | Chipre               | Bandera de Chipre               | 0 – 3 Archivado el 7 de septiembre de 2016 en Wayback Machine.  | Bandera de Bélgica              | Bélgica              |
| 6 de septiembre de 2016 | Faro (Portugal) | Gibraltar            | Bandera de Gibraltar            | 1 – 4 Archivado el 8 de septiembre de 2016 en Wayback Machine.  | Bandera de Grecia               | Grecia               |
| 7 de octubre de 2016 | Bruselas        | Bélgica              | Bandera de Bélgica              | 4 – 0 Archivado el 18 de septiembre de 2016 en Wayback Machine. | Bandera de Bosnia y Herzegovina | Bosnia y Herzegovina |
| 7 de octubre de 2016 | El Pireo        | Grecia               | Bandera de Grecia               | 2 – 0 Archivado el 18 de septiembre de 2016 en Wayback Machine. | Bandera de Chipre               | Chipre               |
| 7 de octubre de 2016 | Tallin          | Estonia              | Bandera de Estonia              | 4 – 0 Archivado el 18 de septiembre de 2016 en Wayback Machine. | Bandera de Gibraltar            | Gibraltar            |
| 10 de octubre de 2016 | Zenica          | Bosnia y Herzegovina | Bandera de Bosnia y Herzegovina | 2 – 0 Archivado el 18 de septiembre de 2016 en Wayback Machine. | Bandera de Chipre               | Chipre               |
| 10 de octubre de 2016 | Tallin          | Estonia              | Bandera de Estonia              | 0 – 2 Archivado el 18 de septiembre de 2016 en Wayback Machine. | Bandera de Grecia               | Grecia               |
| 10 de octubre de 2016 | Faro (Portugal) | Gibraltar            | Bandera de Gibraltar            | 0 – 6 Archivado el 18 de septiembre de 2016 en Wayback Machine. | Bandera de Bélgica              | Bélgica              |
| 13 de noviembre de 2016 | Bruselas        | Bélgica              | Bandera de Bélgica              | 8 – 1 Archivado el 18 de septiembre de 2016 en Wayback Machine. | Bandera de Estonia              | Estonia              |
| 13 de noviembre de 2016 | El Pireo        | Grecia               | Bandera de Grecia               | 1 – 1 Archivado el 18 de septiembre de 2016 en Wayback Machine. | Bandera de Bosnia y Herzegovina | Bosnia y Herzegovina |
| 13 de noviembre de 2016 | Nicosia         | Chipre               | Bandera de Chipre               | 3 – 1 Archivado el 18 de septiembre de 2016 en Wayback Machine. | Bandera de Gibraltar            | Gibraltar            |
| 25 de marzo de 2017 | Nicosia         | Chipre               | Bandera de Chipre               | 0 – 0 Archivado el 25 de marzo de 2017 en Wayback Machine.      | Bandera de Estonia              | Estonia              |
| 25 de marzo de 2017 | Bruselas        | Bélgica              | Bandera de Bélgica              | 1 – 1 Archivado el 25 de marzo de 2017 en Wayback Machine.      | Bandera de Grecia               | Grecia               |
| 25 de marzo de 2017 | Zenica          | Bosnia y Herzegovina | Bandera de Bosnia y Herzegovina | 5 – 0 Archivado el 25 de marzo de 2017 en Wayback Machine.      | Bandera de Gibraltar            | Gibraltar            |
| 9 de junio de 2017 | Zenica          | Bosnia y Herzegovina | Bandera de Bosnia y Herzegovina | 0 – 0 Archivado el 25 de marzo de 2017 en Wayback Machine.      | Bandera de Grecia               | Grecia               |
| 9 de junio de 2017 | Tallin          | Estonia              | Bandera de Estonia              | 0 – 2 Archivado el 25 de marzo de 2017 en Wayback Machine.      | Bandera de Bélgica              | Bélgica              |
| 9 de junio de 2017 | Faro (Portugal) | Gibraltar            | Bandera de Gibraltar            | 1 – 2 Archivado el 25 de marzo de 2017 en Wayback Machine.      | Bandera de Chipre               | Chipre               |
| 31 de agosto de 2017 | Nicosia         | Chipre               | Bandera de Chipre               | 3 – 2 Archivado el 1 de septiembre de 2017 en Wayback Machine.  | Bandera de Bosnia y Herzegovina | Bosnia y Herzegovina |
| 31 de agosto de 2017 | El Pireo        | Grecia               | Bandera de Grecia               | 0 – 0 Archivado el 1 de septiembre de 2017 en Wayback Machine.  | Bandera de Estonia              | Estonia              |
| 31 de agosto de 2017 | Lieja           | Bélgica              | Bandera de Bélgica              | 9 – 0 Archivado el 1 de septiembre de 2017 en Wayback Machine.  | Bandera de Gibraltar            | Gibraltar            |
| 3 de septiembre de 2017 | Tallin          | Estonia              | Bandera de Estonia              | 1 – 0                                                           | Bandera de Chipre               | Chipre               |
| 3 de septiembre de 2017 | El Pireo        | Grecia               | Bandera de Grecia               | 1 – 2                                                           | Bandera de Bélgica              | Bélgica              |
| 3 de septiembre de 2017 | Faro (Portugal) | Gibraltar            | Bandera de Gibraltar            | 0 – 4                                                           | Bandera de Bosnia y Herzegovina | Bosnia y Herzegovina |
| 7 de octubre de 2017 | Sarajevo        | Bosnia y Herzegovina | Bandera de Bosnia y Herzegovina | 3 – 4                                                           | Bandera de Bélgica              | Bélgica              |
| 7 de octubre de 2017 | Nicosia         | Chipre               | Bandera de Chipre               | 1 – 2                                                           | Bandera de Grecia               | Grecia               |
| 7 de octubre de 2017 | Faro (Portugal) | Gibraltar            | Bandera de Gibraltar            | 0 – 6                                                           | Bandera de Estonia              | Estonia              |
| 10 de octubre de 2017 | Bruselas        | Bélgica              | Bandera de Bélgica              | 4 – 0                                                           | Bandera de Chipre               | Chipre               |
| 10 de octubre de 2017 | Tallin          | Estonia              | Bandera de Estonia              | 1 – 2                                                           | Bandera de Bosnia y Herzegovina | Bosnia y Herzegovina |
| 10 de octubre de 2017 | El Pireo        | Grecia               | Bandera de Grecia               | 4 – 0                                                           | Bandera de Gibraltar            | Gibraltar            |

### Grupo I
| Pos. | Equipo    | Pts. | PJ | G | E | P | GF | GC | Dif. | Clasificación |       | Bandera de Islandia | Bandera de Croacia | Bandera de Ucrania | Bandera de Turquía | Bandera de Finlandia | Bandera de Kosovo |
| ---- | --------- | ---- | -- | - | - | - | -- | -- | ---- | ------------- | ----- | ------------------- | ------------------ | ------------------ | ------------------ | -------------------- | ----------------- |
| 1    | Islandia  | 22   | 10 | 7 | 1 | 2 | 16 | 7  | +9   | Mundial 2018  |       | —                   | 1 – 0              | 2 – 0              | 2 – 0              | 3 – 2                | 2 – 0             |
| 2    | Croacia   | 20   | 10 | 6 | 2 | 2 | 15 | 4  | +11  | Play-offs     |       | 2 – 0               | —                  | 1 – 0              | 1 – 1              | 1 – 1                | 1 – 0             |
| 3    | Ucrania   | 17   | 10 | 5 | 2 | 3 | 13 | 9  | +4   |               |       | 1 – 1               | 0 – 2              | —                  | 2 – 0              | 1 – 0                | 3 – 0             |
| 4    | Turquía   | 15   | 10 | 4 | 3 | 3 | 14 | 13 | +1   |               | 0 – 3 | 1 – 0               | 2 – 2              | —                  | 2 – 0              | 2 – 0                |                   |
| 5    | Finlandia | 9    | 10 | 2 | 3 | 5 | 9  | 13 | −4   |               | 1 – 0 | 0 – 1               | 1 – 2              | 2 – 2              | —                  | 1 – 1                |                   |
| 6    | Kosovo    | 1    | 10 | 0 | 1 | 9 | 3  | 24 | −21  |               | 1 – 2 | 0 – 6               | 0 – 2              | 1 – 4              | 0 – 1              | —                    |                   |

 Fuente: 
Criterios de clasificación: criterios UEFA de desempate
| \| Fecha \| Lugar \| Local \| \| Resultado \| \| Visitante \| \| -------------------------------- \| ------------------ \| --------- \| \| --------------------------------------------------------------- \| \| --------- \| \| 5 de septiembre de 2016 \| Zagreb \| Croacia \| \| 1 – 1 Archivado el 5 de enero de 2018 en Wayback Machine. \| \| Turquía \| \| 5 de septiembre de 2016 \| Kiev \| Ucrania \| \| 1 – 1 Archivado el 8 de septiembre de 2016 en Wayback Machine. \| \| Islandia \| \| 5 de septiembre de 2016 \| Turku \| Finlandia \| \| 1 – 1 Archivado el 8 de septiembre de 2016 en Wayback Machine. \| \| Kosovo \| \| 6 de octubre de 2016 \| Reikiavik \| Islandia \| \| 3 – 2 Archivado el 18 de septiembre de 2016 en Wayback Machine. \| \| Finlandia \| \| 6 de octubre de 2016 \| Konya \| Turquía \| \| 2 – 2 Archivado el 18 de septiembre de 2016 en Wayback Machine. \| \| Ucrania \| \| 6 de octubre de 2016 \| Shkodër (Albania) \| Kosovo \| \| 0 – 6 Archivado el 5 de enero de 2018 en Wayback Machine. \| \| Croacia \| \| 9 de octubre de 2016 \| Tampere \| Finlandia \| \| 0 – 1 Archivado el 5 de enero de 2018 en Wayback Machine. \| \| Croacia \| \| 9 de octubre de 2016 \| Reikiavik \| Islandia \| \| 2 – 0 Archivado el 18 de septiembre de 2016 en Wayback Machine. \| \| Turquía \| \| 9 de octubre de 2016 \| Cracovia (Polonia) \| Ucrania \| \| 3 – 0 Archivado el 18 de septiembre de 2016 en Wayback Machine. \| \| Kosovo \| \| 12 de noviembre de 2016 \| Zagreb \| Croacia \| \| 2 – 0 Archivado el 5 de enero de 2018 en Wayback Machine. \| \| Islandia \| \| 12 de noviembre de 2016 \| Odesa \| Ucrania \| \| 1 – 0 Archivado el 18 de septiembre de 2016 en Wayback Machine. \| \| Finlandia \| \| 12 de noviembre de 2016 \| Antalya \| Turquía \| \| 2 – 0 Archivado el 18 de septiembre de 2016 en Wayback Machine. \| \| Kosovo \| \| 24 de marzo de 2017 \| Zagreb \| Croacia \| \| 1 – 0 Archivado el 28 de octubre de 2017 en Wayback Machine. \| \| Ucrania \| \| 24 de marzo de 2017 \| Antalya \| Turquía \| \| 2 – 0 Archivado el 25 de marzo de 2017 en Wayback Machine. \| \| Finlandia \| \| 24 de marzo de 2017 \| Shkodër (Albania) \| Kosovo \| \| 1 – 2 Archivado el 25 de marzo de 2017 en Wayback Machine. \| \| Islandia \| \| 11 de junio de 2017 \| Tampere \| Finlandia \| \| 1 – 2 Archivado el 14 de junio de 2017 en Wayback Machine. \| \| Ucrania \| \| 11 de junio de 2017 \| Reikiavik \| Islandia \| \| 1 – 0 Archivado el 2 de abril de 2018 en Wayback Machine. \| \| Croacia \| \| 11 de junio de 2017 \| Shkodër (Albania) \| Kosovo \| \| 1 – 4 Archivado el 7 de junio de 2017 en Wayback Machine. \| \| Turquía \| \| 2 de septiembre de 2017 \| Tampere \| Finlandia \| \| 1 – 0 Archivado el 3 de septiembre de 2017 en Wayback Machine. \| \| Islandia \| \| 2 de septiembre de 2017 \| Járkov \| Ucrania \| \| 2 – 0 Archivado el 3 de septiembre de 2017 en Wayback Machine. \| \| Turquía \| \| 2 y 3 de septiembre de 2017[n 3] \| Zagreb \| Croacia \| \| 1 – 0 Archivado el 3 de enero de 2018 en Wayback Machine. \| \| Kosovo \| \| 5 de septiembre de 2017 \| Reykjavík \| Islandia \| \| 2 – 0 Archivado el 3 de septiembre de 2017 en Wayback Machine. \| \| Ucrania \| \| 5 de septiembre de 2017 \| Eskişehir \| Turquía \| \| 1 – 0 Archivado el 3 de enero de 2018 en Wayback Machine. \| \| Croacia \| \| 5 de septiembre de 2017 \| Shkodër (Albania) \| Kosovo \| \| 0 – 1 Archivado el 3 de septiembre de 2017 en Wayback Machine. \| \| Finlandia \| \| 6 de octubre de 2017 \| Eskişehir \| Turquía \| \| 0 – 3 Archivado el 5 de octubre de 2017 en Wayback Machine. \| \| Islandia \| \| 6 de octubre de 2017 \| Osijek \| Croacia \| \| 1 – 1 Archivado el 16 de febrero de 2018 en Wayback Machine. \| \| Finlandia \| \| 6 de octubre de 2017 \| Shkodër (Albania) \| Kosovo \| \| 0 – 2 Archivado el 7 de octubre de 2017 en Wayback Machine. \| \| Ucrania \| \| 9 de octubre de 2017 \| Kiev \| Ucrania \| \| 0 – 2 \| \| Croacia \| \| 9 de octubre de 2017 \| Turku \| Finlandia \| \| 2 – 2 \| \| Turquía \| \| 9 de octubre de 2017 \| Reykjavík \| Islandia \| \| 2 – 0 \| \| Kosovo \| |                    |           |                      |                                                                 |                      |           |
| Fecha | Lugar              | Local     |                      | Resultado                                                       |                      | Visitante |
| 5 de septiembre de 2016 | Zagreb             | Croacia   | Bandera de Croacia   | 1 – 1 Archivado el 5 de enero de 2018 en Wayback Machine.       | Bandera de Turquía   | Turquía   |
| 5 de septiembre de 2016 | Kiev               | Ucrania   | Bandera de Ucrania   | 1 – 1 Archivado el 8 de septiembre de 2016 en Wayback Machine.  | Bandera de Islandia  | Islandia  |
| 5 de septiembre de 2016 | Turku              | Finlandia | Bandera de Finlandia | 1 – 1 Archivado el 8 de septiembre de 2016 en Wayback Machine.  | Bandera de Kosovo    | Kosovo    |
| 6 de octubre de 2016 | Reikiavik          | Islandia  | Bandera de Islandia  | 3 – 2 Archivado el 18 de septiembre de 2016 en Wayback Machine. | Bandera de Finlandia | Finlandia |
| 6 de octubre de 2016 | Konya              | Turquía   | Bandera de Turquía   | 2 – 2 Archivado el 18 de septiembre de 2016 en Wayback Machine. | Bandera de Ucrania   | Ucrania   |
| 6 de octubre de 2016 | Shkodër (Albania)  | Kosovo    | Bandera de Kosovo    | 0 – 6 Archivado el 5 de enero de 2018 en Wayback Machine.       | Bandera de Croacia   | Croacia   |
| 9 de octubre de 2016 | Tampere            | Finlandia | Bandera de Finlandia | 0 – 1 Archivado el 5 de enero de 2018 en Wayback Machine.       | Bandera de Croacia   | Croacia   |
| 9 de octubre de 2016 | Reikiavik          | Islandia  | Bandera de Islandia  | 2 – 0 Archivado el 18 de septiembre de 2016 en Wayback Machine. | Bandera de Turquía   | Turquía   |
| 9 de octubre de 2016 | Cracovia (Polonia) | Ucrania   | Bandera de Ucrania   | 3 – 0 Archivado el 18 de septiembre de 2016 en Wayback Machine. | Bandera de Kosovo    | Kosovo    |
| 12 de noviembre de 2016 | Zagreb             | Croacia   | Bandera de Croacia   | 2 – 0 Archivado el 5 de enero de 2018 en Wayback Machine.       | Bandera de Islandia  | Islandia  |
| 12 de noviembre de 2016 | Odesa              | Ucrania   | Bandera de Ucrania   | 1 – 0 Archivado el 18 de septiembre de 2016 en Wayback Machine. | Bandera de Finlandia | Finlandia |
| 12 de noviembre de 2016 | Antalya            | Turquía   | Bandera de Turquía   | 2 – 0 Archivado el 18 de septiembre de 2016 en Wayback Machine. | Bandera de Kosovo    | Kosovo    |
| 24 de marzo de 2017 | Zagreb             | Croacia   | Bandera de Croacia   | 1 – 0 Archivado el 28 de octubre de 2017 en Wayback Machine.    | Bandera de Ucrania   | Ucrania   |
| 24 de marzo de 2017 | Antalya            | Turquía   | Bandera de Turquía   | 2 – 0 Archivado el 25 de marzo de 2017 en Wayback Machine.      | Bandera de Finlandia | Finlandia |
| 24 de marzo de 2017 | Shkodër (Albania)  | Kosovo    | Bandera de Kosovo    | 1 – 2 Archivado el 25 de marzo de 2017 en Wayback Machine.      | Bandera de Islandia  | Islandia  |
| 11 de junio de 2017 | Tampere            | Finlandia | Bandera de Finlandia | 1 – 2 Archivado el 14 de junio de 2017 en Wayback Machine.      | Bandera de Ucrania   | Ucrania   |
| 11 de junio de 2017 | Reikiavik          | Islandia  | Bandera de Islandia  | 1 – 0 Archivado el 2 de abril de 2018 en Wayback Machine.       | Bandera de Croacia   | Croacia   |
| 11 de junio de 2017 | Shkodër (Albania)  | Kosovo    | Bandera de Kosovo    | 1 – 4 Archivado el 7 de junio de 2017 en Wayback Machine.       | Bandera de Turquía   | Turquía   |
| 2 de septiembre de 2017 | Tampere            | Finlandia | Bandera de Finlandia | 1 – 0 Archivado el 3 de septiembre de 2017 en Wayback Machine.  | Bandera de Islandia  | Islandia  |
| 2 de septiembre de 2017 | Járkov             | Ucrania   | Bandera de Ucrania   | 2 – 0 Archivado el 3 de septiembre de 2017 en Wayback Machine.  | Bandera de Turquía   | Turquía   |
| 2 y 3 de septiembre de 2017 | Zagreb             | Croacia   | Bandera de Croacia   | 1 – 0 Archivado el 3 de enero de 2018 en Wayback Machine.       | Bandera de Kosovo    | Kosovo    |
| 5 de septiembre de 2017 | Reykjavík          | Islandia  | Bandera de Islandia  | 2 – 0 Archivado el 3 de septiembre de 2017 en Wayback Machine.  | Bandera de Ucrania   | Ucrania   |
| 5 de septiembre de 2017 | Eskişehir          | Turquía   | Bandera de Turquía   | 1 – 0 Archivado el 3 de enero de 2018 en Wayback Machine.       | Bandera de Croacia   | Croacia   |
| 5 de septiembre de 2017 | Shkodër (Albania)  | Kosovo    | Bandera de Kosovo    | 0 – 1 Archivado el 3 de septiembre de 2017 en Wayback Machine.  | Bandera de Finlandia | Finlandia |
| 6 de octubre de 2017 | Eskişehir          | Turquía   | Bandera de Turquía   | 0 – 3 Archivado el 5 de octubre de 2017 en Wayback Machine.     | Bandera de Islandia  | Islandia  |
| 6 de octubre de 2017 | Osijek             | Croacia   | Bandera de Croacia   | 1 – 1 Archivado el 16 de febrero de 2018 en Wayback Machine.    | Bandera de Finlandia | Finlandia |
| 6 de octubre de 2017 | Shkodër (Albania)  | Kosovo    | Bandera de Kosovo    | 0 – 2 Archivado el 7 de octubre de 2017 en Wayback Machine.     | Bandera de Ucrania   | Ucrania   |
| 9 de octubre de 2017 | Kiev               | Ucrania   | Bandera de Ucrania   | 0 – 2                                                           | Bandera de Croacia   | Croacia   |
| 9 de octubre de 2017 | Turku              | Finlandia | Bandera de Finlandia | 2 – 2                                                           | Bandera de Turquía   | Turquía   |
| 9 de octubre de 2017 | Reykjavík          | Islandia  | Bandera de Islandia  | 2 – 0                                                           | Bandera de Kosovo    | Kosovo    |

### Tabla de segundos puestos
De los nueve equipos que ocuparon el segundo puesto de cada grupo, ocho avanzaron a la repesca. Esta vez, aunque todos los grupos tuvieron seis equipos, se siguió empleando la misma normativa que en la pasada edición, en donde los resultados obtenidos contra el sexto ubicado en la tabla final de cada grupo no fueron considerados en la de segundos. Los ocho mejores segundos jugarán 4 llaves por eliminación directa, a doble partido, y los respectivos ganadores obtendrán las otras cuatro plazas.
| Pos. | Grp. | Equipo            | Pts. | PJ | G | E | P | GF | GC | Dif. | Clasificación |
| ---- | ---- | ----------------- | ---- | -- | - | - | - | -- | -- | ---- | ------------- |
| 1    | B    | Suiza             | 21   | 8  | 7 | 0 | 1 | 18 | 6  | +12  | Play-offs     |
| 2    | G    | Italia            | 17   | 8  | 5 | 2 | 1 | 12 | 8  | +4   | Play-offs     |
| 3    | E    | Dinamarca         | 14   | 8  | 4 | 2 | 2 | 13 | 6  | +7   | Play-offs     |
| 4    | I    | Croacia           | 14   | 8  | 4 | 2 | 2 | 8  | 4  | +4   | Play-offs     |
| 5    | A    | Suecia            | 13   | 8  | 4 | 1 | 3 | 18 | 8  | +10  | Play-offs     |
| 6    | C    | Irlanda del Norte | 13   | 8  | 4 | 1 | 3 | 10 | 6  | +4   | Play-offs     |
| 7    | H    | Grecia            | 13   | 8  | 3 | 4 | 1 | 9  | 5  | +4   | Play-offs     |
| 8    | D    | Irlanda           | 13   | 8  | 3 | 4 | 1 | 7  | 5  | +2   | Play-offs     |
| 9    | F    | Eslovaquia        | 12   | 8  | 4 | 0 | 4 | 11 | 6  | +5   |               |

## Segunda ronda
En la segunda ronda o fase de play-offs participaron las ocho selecciones con el mejor rendimiento ubicadas en el segundo lugar de los grupos de la primera ronda (Eslovaquia fue la única segunda que no logró avanzar a los play-offs). Los emparejamientos de las cuatro series de esta ronda se definieron mediante un sorteo realizado el 17 de octubre de 2017 en la sede de la FIFA ubicada en Zúrich, Suiza.
Para efectos del sorteo los ocho equipos fueron repartidos en dos bombos de 4 equipos de acuerdo a su ubicación en el ranking FIFA publicado el 16 de octubre de 2017, las 4 selecciones con mejor ubicación en el bombo de cabezas de serie y las 4 restantes en el bombo de no cabezas de serie.
| Equipo                         | RF          |
| ------------------------------ | ----------- |
| Suiza Italia Croacia Dinamarca | 11 15 18 19 |

| Equipo                                  | RF          |
| --------------------------------------- | ----------- |
| Irlanda del Norte Suecia Irlanda Grecia | 23 25 26 47 |

El orden de las localías también fue definido en el sorteo, con la primera selección revelada de cada serie ejerciendo de local en el partido de ida.
Los partidos de ida se jugaron los días 9, 10 y 11 de noviembre de 2017 mientras que las revanchas se llevaron a cabo el 12, 13 y 14 del mismo mes. El vencedor de cada serie se clasificó a la Copa Mundial de Fútbol de 2018.
| Equipo local ida  | Global | Equipo local vuelta | Ida | Vuelta |
| ----------------- | ------ | ------------------- | --- | ------ |
| Irlanda del Norte | 0–1    | Suiza               | 0–1 | 0–0    |
| Croacia           | 4–1    | Grecia              | 4–1 | 0–0    |
| Dinamarca         | 5–1    | Irlanda             | 0–0 | 5–1    |
| Suecia            | 1–0    | Italia              | 1–0 | 0–0    |

## Goleadores
| Jugador            | Selección | Goles |
| ------------------ | --------- | ----- |
| Robert Lewandowski | Polonia   | 16    |
| Cristiano Ronaldo  | Portugal  | 15    |
| Romelu Lukaku      | Bélgica   | 10    |
| Christian Eriksen  | Dinamarca | 8     |
| André Silva        | Portugal  | 8     |
| Marcus Berg        | Suecia    | 8     |

## Clasificados
| Bandera de Rusia | Bandera de Francia | Bandera de Portugal | Bandera de Alemania | Bandera de Serbia | Bandera de Polonia | Bandera de Inglaterra |
| Rusia            | Francia            | Portugal            | Alemania            | Serbia            | Polonia            | Inglaterra            |
| Anfitrión        | 1.° Grupo A        | 1.° Grupo B         | 1.° Grupo C         | 1.° Grupo D       | 1.° Grupo E        | 1.° Grupo F           |

| Bandera de España | Bandera de Bélgica | Bandera de Islandia | Bandera de Suecia | Bandera de Suiza | Bandera de Dinamarca | Bandera de Croacia |
| España            | Bélgica            | Islandia            | Suecia            | Suiza            | Dinamarca            | Croacia            |
| 1.º Grupo G       | 1.º Grupo H        | 1.º Grupo I         | 2.º Grupo A       | 2.º Grupo B      | 2.º Grupo E          | 2.º Grupo I        |